# Serie A de México 2019-20
La Temporada 2019-20 de la Serie A de México fue el  44.º torneo de la competencia correspondiente a la LXX temporada de la Segunda División. Como particularidad de esta edición, el 16 de marzo se suspendió la temporada regular de manera temporal como consecuencia de la Pandemia de COVID-19 en México, posteriormente, el 15 de abril de 2020 se dio por finalizado el torneo regular de la competencia, esperando reanudarlo con la fase de liguilla. Finalmente, el 22 de mayo se dio por concluido el torneo quedando sin disputar la fase de liguilla, por lo que no hubo campeón ni subcampeón de la temporada.

## Sistema de competición
El sistema de competición de este torneo se desarrolla en dos fases:
- Fase de calificación: que se integra por las 30 jornadas del torneo regular, disputadas en dos fases, una de ida y otra de vuelta, compuestas de 15 fechas cada una. Durante esta ronda se enfrentarán los integrantes de sus respectivos grupos.
- Fase final: que se integrará por los partidos de ida y vuelta en rondas de cuartos de final, de semifinal y final de Ascenso

### Fase de calificación
En la fase de calificación se observa el sistema de puntos. La ubicación en la tabla general está sujeta a lo siguiente:
- Por juego ganado se obtienen tres puntos (Si el visitante gana por diferencia de 2 o más goles se lleva el punto extra).
- Por juego empatado se obtiene un punto (En caso de empate a 2 o más goles se juegan en penales el punto extra).
- Por juego perdido no se otorgan puntos.

El orden de los clubes al final de la Fase de Calificación del torneo corresponderá a la suma de los puntos obtenidos por cada uno de ellos y se presentará en forma descendente. Si al finalizar las 30 jornadas del torneo, dos o más clubes estuviesen empatados en puntos, su posición en la Tabla general será determinada atendiendo a los siguientes criterios de desempate:
1. Mejor diferencia entre los goles anotados y recibidos.
2. Mayor número de goles anotados.
3. Marcadores particulares entre los Clubes empatados.
4. Mayor número de goles anotados como visitante.
5. Mejor ubicado en la Tabla general de cociente.
6. Tabla Fair Play.
7. Sorteo.

Para determinar los lugares que ocuparán los clubes que participen en la fase final del torneo se tomará como base la Tabla de Cocientes.
Participarán automáticamente por el título de Campeón de la Serie A los cuatro primeros lugares de cada uno de los dos grupos.

### Fase final

#### Fase final de Ascenso
Los ocho clubes calificados para cada liguilla del torneo serán reubicados de acuerdo con el lugar que ocupen en la Tabla General de la Temporada al término de la jornada 30, con el puesto del número uno al club mejor clasificado, y así hasta el #8. Los partidos a esta Fase se desarrollarán a visita, en las siguientes etapas:
- Cuartos de final
- Semifinales
- Final

Los clubes vencedores en los partidos de cuartos de final y semifinal serán aquellos que en los dos juegos anoten el mayor número de goles. De existir empate en el número de goles anotados, la posición se definirá a favor del club con mayor cantidad de goles a favor cuando actúe como visitante.
Si una vez aplicado el criterio anterior los clubes siguieran empatados, se observará la posición de los Clubes en la Tabla general de clasificación.
Los partidos correspondientes a la Fase final se jugarán obligatoriamente los días miércoles y sábado, y jueves y domingo eligiendo, en su caso, exclusivamente en forma descendente, los cuatro clubes mejor clasificados en la Tabla general al término de la jornada 30, el día y horario de su partido como local. Los siguientes cuatro clubes podrán elegir únicamente el horario.
El club vencedor de la Final y por lo tanto campeón, será aquel que en los dos partidos anote el mayor número de goles. Si al término del tiempo reglamentario el partido está empatado, se agregarán dos tiempos extras de 15 minutos cada uno. De persistir el empate en estos periodos, se procederá a lanzar tiros penales hasta que resulte un vencedor.
Los partidos de cuartos de final se jugarán de la siguiente manera:
2° vs 7° 
3° vs 6° 
En las semifinales participarán los cuatro clubes vencedores de cuartos de final, reubicándolos del uno al cuatro, de acuerdo a su mejor posición en la Tabla general de clasificación al término de la jornada 30 del torneo, enfrentándose:
2° vs 3°
Disputarán el título de Campeón de la temporada los dos clubes vencedores de la fase semifinal correspondiente, reubicándolos del uno al dos, de acuerdo a su mejor posición en la Tabla general de clasificación al término de las 30 jornadas del torneo.

## Cambios
- Participarán 29 equipos en esta temporada.[5]
- Los equipos filiales de América, Guadalajara, Morelia, Necaxa y Toluca abandonaron la competencia.[6]
- El Deportivo Cafessa se asoció con el Club Social y Deportivo Jalisco para cambiar de sede y así recibir la certificación para disputar la Serie A. El acuerdo propició la creación de un nuevo equipo llamado Deportivo Cafessa Jalisco con sede en el Estadio Jalisco.[7]
- Loros de Colima ascendió al Ascenso MX.
- La franquicia Deportivo Tepic J.A.P. es descongelada, se muda a Bahía de Banderas, Nayarit y regresa como Atlético Bahía.
- Atlético Saltillo Soccer y Mineros de Fresnillo FC fueron recolocados en Serie A.[8]
- Cañoneros Marina ascendió como campeón de Serie B.
- Real Zamora no jugará la temporada 2019-20 debido a que su estadio no cumple con los requisitos para competir, buscará volver en el siguiente ciclo futbolístico.[9]
- Tuxtla F.C. desaparece.
- Atlético de San Luis Premier, nuevo equipo de expansión.
- Ocelotes UNACH se convirtió en Cafetaleros de Chiapas "B", se trasladó a Tapachula y fue admitido en la Serie A.[10]
- Pacific Fútbol Club y Cocodrilos de Tabasco no jugarán la temporada 2019-2020.[11]
- Atlético Saltillo Soccer fue renombrado como Saltillo Fútbol Club, sin embargo, continuará utilizando el registro del Atlético durante la temporada.[12]
- Para la segunda vuelta del torneo, Albinegros de Orizaba fue desafiliado como consecuencia de la desafiliación del Club Deportivo Veracruz, por lo que el Grupo 2 será disputado por 13 equipos, quedando en total 28 integrantes en la Serie A.[2]

## Equipos participantes

### Ascensos y descensos
| Pos | a la Serie B     |
| --- | ---------------- |
| x   | No hubo descenso |

| Pos | de la Serie B                        |
| --- | ------------------------------------ |
| 5º  | Cañoneros Marina (campeón)           |
| 4º  | Mineros de Fresnillo (expansión)     |
| 7º  | Atlético Saltillo Soccer (expansión) |
| 8°  | Deportivo Cafessa (expansión)        |
| Pos | de la Tercera División               |
| xº  | No hubo                              |

| Pos | del Ascenso MX |
| --- | -------------- |
| X   | No hubo        |

| Pos | al Ascenso MX   |
| --- | --------------- |
| 3°  | Loros de Colima |

### Equipos por Entidad Federativa
Se muestran las localizaciones en mapa de equipos de la Segunda División de México 2019-20 Serie A.
Para la temporada 2019-20, la entidad federativa de la República Mexicana con más equipos en la Liga Premier es Jalisco con cuatro equipos.
| Entidad Federativa | N.º | Equipos                                        |
| ------------------ | --- | ---------------------------------------------- |
| Jalisco            | 4   | Cafessa Jalisco, UDG B, Tecos y Tepatitlán     |
| Quintana Roo       | 3   | Inter Playa, Pioneros y Yalmakan               |
| Tamaulipas         | 3   | Atlético Reynosa, Correcaminos "B" y Gavilanes |
| Ciudad de México   | 2   | Cañoneros Marina y UNAM "B"                    |
| Nayarit            | 2   | Atlético Bahía y Coras                         |
| Zacatecas          | 2   | Mineros de Fresnillo y UAZ                     |
| Chiapas            | 1   | Cafetaleros "B"                                |
| Chihuahua          | 1   | UACH                                           |
| Coahuila           | 1   | Saltillo                                       |
| Durango            | 1   | Durango                                        |
| Guanajuato         | 1   | Atlético Irapuato                              |
| Hidalgo            | 1   | Cruz Azul Hidalgo                              |
| Michoacán          | 1   | La Piedad                                      |
| Morelos            | 1   | Sporting Canamy                                |
| San Luis Potosí    | 1   | Atlético de San Luis "B"                       |
| Sinaloa            | 1   | Murciélagos                                    |
| Sonora             | 1   | Cimarrones "B"                                 |
| Tlaxcala           | 1   | Tlaxcala F.C.                                  |
| Veracruz           | 1   | Orizaba                                        |

### Información sobre los equipos participantes

#### Grupo 1
| Equipo               | Entrenador              | Ciudad                         | Fundación      | Estadio                                | Capacidad | Filial                     |
| -------------------- | ----------------------- | ------------------------------ | -------------- | -------------------------------------- | --------- | -------------------------- |
| Atlético Bahía       | José Rizo               | San José del Valle, Nayarit    | 2019 (5 años)  | Ciudad Deportiva de San José del Valle | 4 000     |                            |
| Atlético Reynosa     | Gastón Obledo           | Reynosa, Tamaulipas            | 2017 (7 años)  | Reynosa                                | 20 000    |                            |
| Cimarrones "B"       | Mario López             | Hermosillo, Sonora             | 2015 (9 años)  | Héroe de Nacozari                      | 18 747    | Cimarrones de Sonora F. C. |
| Coras de Nayarit     | Marco Díaz              | Tepic, Nayarit                 | 1959 (65 años) | Nicolás Álvarez Ortega                 | 12 971    |                            |
| Durango              | Jaír Real               | Durango, Durango               | 1997 (28 años) | Francisco Zarco                        | 18 000    |                            |
| Gavilanes            | Lorenzo López           | Matamoros, Tamaulipas          | 2011 (13 años) | El Hogar                               | 22 000    |                            |
| Leones Negros "B"    | Sergio Díaz             | Zapopan, Jalisco               | 2013 (11 años) | Club Deportivo U. de G.                | 3 000     | Leones Negros UDG          |
| Mineros de Fresnillo | Joaquín Espinoza        | Fresnillo, Zacatecas           | 2007 (18 años) | Minera Fresnillo                       | 6 000     |                            |
| Murciélagos          | Valentín Arredondo      | Los Mochis, Sinaloa            | 2008 (17 años) | Centenario                             | 11 134    |                            |
| Saltillo             | Francisco Javier Gamboa | Saltillo, Coahuila             | 2019 (5 años)  | Olímpico Francisco I. Madero           | 7 000     |                            |
| Tecos                | Daniel Alcántar         | Zapopan, Jalisco               | 1971 (53 años) | Tres de Marzo                          | 18 779    |                            |
| Tepatitlán           | Francisco Ramírez       | Tepatitlán de Morelos, Jalisco | 1944 (81 años) | Gregorio "Tepa" Gómez                  | 10 000    |                            |
| UACH                 | José Kanahan            | Chihuahua, Chihuahua           | 2005 (20 años) | Olímpico UACH                          | 22 000    |                            |
| UAT                  | Arturo Chávez           | Ciudad Victoria, Tamaulipas    | 1995 (30 años) | Marte R. Gómez                         | 10 520    | C.F. Correcaminos UAT      |
| UAZ                  | Rubén Hernández         | Zacatecas, Zacatecas           | 1990 (35 años) | Carlos Vega Villalba                   | 20 737    |                            |

#### Grupo 2
| Equipo                     | Entrenador             | Ciudad                                | Fundación       | Estadio                             | Capacidad      | Filial                       |
| -------------------------- | ---------------------- | ------------------------------------- | --------------- | ----------------------------------- | -------------- | ---------------------------- |
| Atlético de San Luis "B"   | Julio Servín           | San Luis Potosí, San Luis Potosí      | 2019 (5 años)   | Plan de San Luis / U.D. 21 de Marzo | 18 000 / 8 000 | Atlético de San Luis         |
| Atlético Irapuato          | Omar Arellano          | Irapuato, Guanajuato                  | 1911 (114 años) | Sergio León Chávez                  | 30 000         |                              |
| Cafessa Jalisco            | Jaime Durán            | Zapopan, Jalisco                      | 2015 (9 años)   | Jalisco                             | 55 110         |                              |
| Cafetaleros de Chiapas "B" | Marco Valverde         | Tapachula, Chiapas                    | 2019 (5 años)   | Olímpico de Tapachula               | 21 010         | C. F. Cafetaleros de Chiapas |
| Cañoneros Marina           | José Gerardo Espinoza  | Ciudad de México                      | 2012 (13 años)  | Momoxco                             | 3 500          |                              |
| Cruz Azul Hidalgo          | Carlos Roberto Pérez   | Ciudad Cooperativa Cruz Azul, Hidalgo | 1930 (95 años)  | 10 de diciembre                     | 17 000         | C. D. Cruz Azul              |
| Inter Playa                | Marco Antonio Palacios | Playa del Carmen, Quintana Roo        | 1999 (26 años)  | Mario Villanueva Madrid             | 7 500          |                              |
| La Piedad                  | Marco Rincón           | La Piedad, Michoacán                  | 1951 (73 años)  | Juan N. López                       | 13 356         |                              |
| Orizaba                    | Leoncio Huerta         | Orizaba, Veracruz                     | 1898 (127 años) | Luis "Pirata" Fuente                | 26 148         | C. D. Veracruz               |
| Pioneros de Cancún         | Carlos Bracamontes     | Cancún, Quintana Roo                  | 1984 (40 años)  | Olímpico Andrés Quintana Roo        | 17 289         |                              |
| Sporting Canamy            | Gerardo Durón          | Oaxtepec, Morelos                     | 2003 (21 años)  | Centro Vacacional IMSS              | 9 000          |                              |
| Tlaxcala                   | Lorenzo Saez           | Nanacamilpa, Tlaxcala                 | 2014 (10 años)  | Unidad Deportiva José Brindis       | 3 000          | C. F. Pachuca                |
| UNAM "B"                   | Carlos González        | Ciudad de México                      | 2015 (9 años)   | La Cantera                          | 2 000          | C. Universidad Nacional      |
| Yalmakan                   | Víctor Manuel Morales  | Chetumal, Quintana Roo                | 2013 (11 años)  | José López Portillo                 | 6 600          |                              |

### Cambios de entrenadores
| Equipo           | Entrenador (jornadas)                                           |
| ---------------- | --------------------------------------------------------------- |
| Tepatitlán       | Enrique López Zarza (1 - 3) Francisco Ramírez (4 - )            |
| Atlético "B"     | Ramón Villa (1 - 4) Julio Servín (5 - )                         |
| Murciélagos      | Francisco Flores (1 - 5) Valentín Arredondo (6 - )              |
| Fresnillo        | Juan Carlos Pro (1 - 13) Joaquín Espinoza (14 - )               |
| La Piedad        | Ulises Sánchez (1 - 13) Marco Rincón (14 - )                    |
| Cafetaleros "B"  | Melvin Brown (1 - 13) Marco Valverde (14 - )                    |
| Atlético Bahía   | Francisco Hernández (1 - 19) Levi Flores (20) José Rizo (21 - ) |
| Coras de Nayarit | Manuel Naya (1 - 25) Marco Díaz                                 |

## Torneo regular
- Horarios en tiempo local. El huso horario en Chihuahua, Nayarit y Sinaloa es una hora menor que en el centro del país. En Sonora la diferencia horaria es de una hora menos en invierno y dos horas en verano. En Quintana Roo se lleva una hora más que el Centro de México entre el último domingo del mes de octubre y el primer domingo del mes de abril.
- Calendario disponible en la página oficial de la competencia Archivado el 5 de octubre de 2019 en Wayback Machine..
- El torneo se divide en dos vueltas, en donde los equipos repartidos en dos grupos se enfrentan dos veces entre sí en el campo de cada uno de ellos.
- A partir de la jornada 12 se presentó una diferencia entre las jornadas de los dos grupos, sin embargo, se utiliza el número de jornadas del Grupo A para mostrar los resultados.

### Primera Vuelta
| Jornada 1         | Jornada 1 | Jornada 1            | Jornada 1                | Jornada 1    | Jornada 1 | Jornada 1    | Jornada 1  | Jornada 1 | Jornada 1 | Jornada 1 |
| Grupo A           | Grupo A   | Grupo A              | Grupo A                  | Grupo A      | Grupo A   | Grupo A      | Grupo A    | Grupo A   | Grupo A   | Grupo A   |
| Local             | Resultado | Visitante            | Estadio                  | Fecha        | Hora      | Espectadores | Amonestado | Expulsado |           |           |
| ----------------- | --------- | -------------------- | ------------------------ | ------------ | --------- | ------------ | ---------- | --------- | --------- | --------- |
| Tecos             | 3 - 2     | Leones Negros "B"    | Tres de Marzo            | 16 de agosto | 19:00     | 500          | 6          | 0         |           |           |
| Atlético Reynosa  | 4 - 0     | Atlético Bahía       | Reynosa                  | 16 de agosto | 19:30     | 3 000        | 1          | 0         |           |           |
| Durango           | 1 - 2     | Saltillo             | Francisco Zarco          | 16 de agosto | 20:00     | 600          | 1          | 0         |           |           |
| Coras de Nayarit  | 2 - 1     | Mineros de Fresnillo | Nicolás Álvarez Ortega   | 16 de agosto | 20:00     | 800          | 1          | 1         |           |           |
| Cimarrones "B"    | 0 - 0     | Gavilanes            | Héroe de Nacozari        | 17 de agosto | 10:00     | 100          | 4          | 0         |           |           |
| UAT               | 1 - 0     | UAZ                  | Marte R. Gómez           | 17 de agosto | 17:00     | 50           | 6          | 0         |           |           |
| Tepatitlán        | 2 - 1     | Murciélagos          | Gregorio "Tepa" Gómez    | 17 de agosto | 17:00     | 1 500        | 1          | 0         |           |           |
| Descanso:         | Descanso: | Descanso:            | UACH                     | UACH         | UACH      | UACH         | UACH       | UACH      |           |           |
| Grupo B           |           |                      |                          |              |           |              |            |           |           |           |
| Local             | Resultado | Visitante            | Estadio                  | Fecha        | Hora      | Espectadores | Amonestado | Expulsado |           |           |
| UNAM "B"          | 0 - 0     | Cafetaleros "B"      | La Cantera               | 17 de agosto | 12:00     | 100          | 4          | 0         |           |           |
| Sporting Canamy   | 1 - 1     | Orizaba              | Centro Vacacional IMSS   | 17 de agosto | 17:00     | 200          | 5          | 0         |           |           |
| Yalmakan          | 1 - 3     | Tlaxcala             | José López Portillo      | 17 de agosto | 17:00     | 500          | 3          | 0         |           |           |
| Cafessa Jalisco   | 1 - 1     | Inter Playa          | Jalisco                  | 17 de agosto | 19:00     | 1 375        | 3          | 1         |           |           |
| Atlético Irapuato | 1 - 1     | Pioneros             | Sergio León Chávez       | 17 de agosto | 19:00     | 12 000       | 4          | 0         |           |           |
| La Piedad         | 0 - 1     | Cruz Azul Hidalgo    | Juan N. López            | 17 de agosto | 20:00     | 2 700        | 1          | 0         |           |           |
| Atlético "B"      | 0 - 0     | Cañoneros Marina     | U. Deportiva 21 de Marzo | 18 de agosto | 17:00     | 200          | 3          | 0         |           |           |

| Jornada 2            | Jornada 2     | Jornada 2         | Jornada 2                       | Jornada 2        | Jornada 2        | Jornada 2        | Jornada 2        | Jornada 2        | Jornada 2 | Jornada 2 |
| Grupo A              | Grupo A       | Grupo A           | Grupo A                         | Grupo A          | Grupo A          | Grupo A          | Grupo A          | Grupo A          | Grupo A   | Grupo A   |
| Local                | Resultado     | Visitante         | Estadio                         | Fecha            | Hora             | Espectadores     | Amonestado       | Expulsado        |           |           |
| -------------------- | ------------- | ----------------- | ------------------------------- | ---------------- | ---------------- | ---------------- | ---------------- | ---------------- | --------- | --------- |
| Saltillo             | 1 - 1         | UAT               | O. Francisco I. Madero          | 23 de agosto     | 20:00            | 7 000            | 7                | 0                |           |           |
| Leones Negros "B"    | 2 - 0         | Cimarrones "B"    | Club Deportivo U. de G.         | 24 de agosto     | 11:00            | 100              | 7                | 0                |           |           |
| Gavilanes            | 1 - 1         | UACH              | El Hogar                        | 24 de agosto     | 17:30            | 3 500            | 1                | 0                |           |           |
| Mineros de Fresnillo | 0 - 3         | Durango           | Minera Fresnillo                | 24 de agosto     | 19:00            | 400              | 1                | 0                |           |           |
| Atlético Bahía       | 1 - 3         | Tepatitlán        | C. Deportiva San José del Valle | 25 de agosto     | 17:00            | 1 500            | 3                | 0                |           |           |
| UAZ                  | (9) 2 - 2 (8) | Tecos             | Carlos Vega Villalba            | 26 de agosto     | 17:00            | 500              | 4                | 0                |           |           |
| Murciélagos          | 1 - 2         | Coras de Nayarit  | Centenario                      | 5 de noviembre   | 17:00            | 150              | 6                | 0                |           |           |
| Descanso:            | Descanso:     | Descanso:         | Atlético Reynosa                | Atlético Reynosa | Atlético Reynosa | Atlético Reynosa | Atlético Reynosa | Atlético Reynosa |           |           |
| Grupo B              |               |                   |                                 |                  |                  |                  |                  |                  |           |           |
| Local                | Resultado     | Visitante         | Estadio                         | Fecha            | Hora             | Espectadores     | Amonestado       | Expulsado        |           |           |
| Cruz Azul Hidalgo    | 2 - 0         | Sporting Canamy   | 10 de diciembre                 | 23 de agosto     | 16:00            | 100              | 2                | 0                |           |           |
| Tlaxcala             | 1 - 0         | La Piedad         | U. Deportiva José Brindis       | 24 de agosto     | 12:00            | 1 500            | 4                | 0                |           |           |
| Orizaba              | 3 - 2         | Cafessa Jalisco   | Luis "Pirata" Fuente            | 24 de agosto     | 16:00            | 100              | 4                | 0                |           |           |
| Pioneros             | 2 - 0         | Atlético "B"      | Cancún 86                       | 24 de agosto     | 16:00            | 1 500            | 3                | 2                |           |           |
| Cafetaleros "B"      | (4) 2 - 2 (3) | Yalmakan          | Olímpico de Tapachula           | 24 de agosto     | 17:00            | 1 000            | 5                | 0                |           |           |
| Cañoneros Marina     | 1 - 1         | UNAM "B"          | Momoxco                         | 24 de agosto     | 19:00            | 500              | 5                | 0                |           |           |
| Inter Playa          | 1 - 0         | Atlético Irapuato | Cancún 86                       | 25 de agosto     | 16:00            | 500              | 4                | 0                |           |           |

| Jornada 3         | Jornada 3     | Jornada 3            | Jornada 3              | Jornada 3       | Jornada 3  | Jornada 3    | Jornada 3  | Jornada 3  | Jornada 3 |
| Grupo A           | Grupo A       | Grupo A              | Grupo A                | Grupo A         | Grupo A    | Grupo A      | Grupo A    | Grupo A    | Grupo A   |
| Local             | Resultado     | Visitante            | Estadio                | Fecha           | Hora       | Espectadores | Amonestado | Expulsado  |           |
| ----------------- | ------------- | -------------------- | ---------------------- | --------------- | ---------- | ------------ | ---------- | ---------- | --------- |
| Tecos             | 1 - 0         | Saltillo             | Tres de Marzo          | 30 de agosto    | 19:00      | 500          | 1          | 0          |           |
| Durango           | (3) 3 - 3 (4) | Murciélagos          | Francisco Zarco        | 30 de agosto    | 20:00      | 500          | 7          | 0          |           |
| Cimarrones "B"    | 0 - 2         | UAZ                  | Héroe de Nacozari      | 31 de agosto    | 10:00      | 200          | 6          | 1          |           |
| UAT               | 3 - 0         | Mineros de Fresnillo | Marte R. Gómez         | 31 de agosto    | 17:00      | 150          | 2          | 0          |           |
| UACH              | 2 - 1         | Atlético Reynosa     | Olímpico de Cuauhtémoc | 31 de agosto    | 17:00      | 150          | 6          | 0          |           |
| Gavilanes         | 4 - 2         | Leones Negros "B"    | El Hogar               | 31 de agosto    | 17:30      | 5 000        | 3          | 0          |           |
| Coras de Nayarit  | 1 - 1         | Atlético Bahía       | Nicolás Álvarez Ortega | 2 de septiembre | 16:00      | 1 500        | 2          | 0          |           |
| Descanso:         | Descanso:     | Descanso:            | Tepatitlán             | Tepatitlán      | Tepatitlán | Tepatitlán   | Tepatitlán | Tepatitlán |           |
| Grupo B           |               |                      |                        |                 |            |              |            |            |           |
| Local             | Resultado     | Visitante            | Estadio                | Fecha           | Hora       | Espectadores | Amonestado | Expulsado  |           |
| UNAM "B"          | 2 - 3         | Pioneros             | La Cantera             | 31 de agosto    | 12:00      | 100          | 1          | 0          |           |
| Inter Playa       | 2 - 1         | Orizaba              | Cancún 86              | 31 de agosto    | 16:00      | 500          | 5          | 0          |           |
| La Piedad         | 2 - 1         | Cafetaleros "B"      | Juan N. López          | 31 de agosto    | 16:00      | 1 000        | 7          | 1          |           |
| Sporting Canamy   | 1 - 2         | Tlaxcala             | Centro Vacacional IMSS | 31 de agosto    | 17:00      | 100          | 5          | 0          |           |
| Yalmakan          | 4 - 1         | Cañoneros Marina     | José López Portillo    | 31 de agosto    | 17:00      | 352          | 1          | 0          |           |
| Atlético Irapuato | 3 - 2         | Atlético "B"         | Sergio León Chávez     | 31 de agosto    | 19:00      | 10 000       | 4          | 0          |           |
| Cafessa Jalisco   | 0 - 0         | Cruz Azul Hidalgo    | Jalisco                | 31 de agosto    | 19:00      | 700          | 2          | 0          |           |

| Jornada 4            | Jornada 4 | Jornada 4         | Jornada 4                       | Jornada 4        | Jornada 4        | Jornada 4        | Jornada 4        | Jornada 4        | Jornada 4 | Jornada 4 |
| Grupo A              | Grupo A   | Grupo A           | Grupo A                         | Grupo A          | Grupo A          | Grupo A          | Grupo A          | Grupo A          | Grupo A   | Grupo A   |
| Local                | Resultado | Visitante         | Estadio                         | Fecha            | Hora             | Espectadores     | Amonestado       | Expulsado        |           |           |
| -------------------- | --------- | ----------------- | ------------------------------- | ---------------- | ---------------- | ---------------- | ---------------- | ---------------- | --------- | --------- |
| Saltillo             | 1 - 1     | Cimarrones "B"    | O. Francisco I. Madero          | 6 de septiembre  | 17:45            | 2 000            | 5                | 0                |           |           |
| Murciélagos          | 4 - 2     | UAT               | Centenario                      | 6 de septiembre  | 20:00            | 500              | 1                | 3                |           |           |
| Leones Negros "B"    | 4 - 2     | UACH              | Club Deportivo U. de G.         | 7 de septiembre  | 11:00            | 100              | 3                | 1                |           |           |
| UAZ                  | 2 - 1     | Gavilanes         | Carlos Vega Villalba            | 7 de septiembre  | 16:00            | 300              | 2                | 0                |           |           |
| Atlético Bahía       | 0 - 4     | Durango           | C. Deportiva San José del Valle | 7 de septiembre  | 17:00            | 500              | 4                | 0                |           |           |
| Mineros de Fresnillo | 1 - 1     | Tecos             | Minera Fresnillo                | 7 de septiembre  | 19:00            | 100              | 4                | 3                |           |           |
| Atlético Reynosa     | 1 - 0     | Tepatitlán        | Reynosa                         | 1 de octubre     | 20:00            | 500              | 5                | 0                |           |           |
| Descanso:            | Descanso: | Descanso:         | Coras de Nayarit                | Coras de Nayarit | Coras de Nayarit | Coras de Nayarit | Coras de Nayarit | Coras de Nayarit |           |           |
| Grupo B              |           |                   |                                 |                  |                  |                  |                  |                  |           |           |
| Local                | Resultado | Visitante         | Estadio                         | Fecha            | Hora             | Espectadores     | Amonestado       | Expulsado        |           |           |
| Tlaxcala             | 0 - 0     | Cafessa Jalisco   | U. Deportiva José Brindis       | 7 de septiembre  | 12:00            | 1 000            | 1                | 0                |           |           |
| Orizaba              | 2 - 1     | Atlético Irapuato | Luis "Pirata" Fuente            | 7 de septiembre  | 16:00            | 100              | 2                | 0                |           |           |
| Pioneros             | 3 - 4     | Yalmakan          | Cancún 86                       | 7 de septiembre  | 16:00            | 1 500            | 2                | 0                |           |           |
| Cafetaleros "B"      | 0 - 1     | Sporting Canamy   | Olímpico de Tapachula           | 7 de septiembre  | 17:00            | 500              | 0                | 0                |           |           |
| Cañoneros Marina     | 2 - 0     | La Piedad         | Momoxco                         | 7 de septiembre  | 19:00            | 200              | 4                | 0                |           |           |
| Atlético "B"         | 0 - 1     | UNAM "B"          | U. Deportiva 21 de Marzo        | 8 de septiembre  | 12:00            | 200              | 3                | 0                |           |           |
| Cruz Azul Hidalgo    | 2 - 3     | Inter Playa       | 10 de diciembre                 | 9 de septiembre  | 17:00            | 500              | 4                | 1                |           |           |

| Jornada 5         | Jornada 5     | Jornada 5            | Jornada 5               | Jornada 5        | Jornada 5 | Jornada 5    | Jornada 5  | Jornada 5 | Jornada 5 | Jornada 5 |
| Grupo A           | Grupo A       | Grupo A              | Grupo A                 | Grupo A          | Grupo A   | Grupo A      | Grupo A    | Grupo A   | Grupo A   | Grupo A   |
| Local             | Resultado     | Visitante            | Estadio                 | Fecha            | Hora      | Espectadores | Amonestado | Expulsado |           |           |
| ----------------- | ------------- | -------------------- | ----------------------- | ---------------- | --------- | ------------ | ---------- | --------- | --------- | --------- |
| Tecos             | 0 - 1         | Murciélagos          | Tres de Marzo           | 13 de septiembre | 19:00     | 500          | 5          | 0         |           |           |
| Coras de Nayarit  | 1 - 1         | Atlético Reynosa     | Nicolás Álvarez Ortega  | 13 de septiembre | 20:00     | 1 400        | 4          | 0         |           |           |
| Leones Negros "B" | 1 - 2         | UAZ                  | Club Deportivo U. de G. | 14 de septiembre | 11:00     | 100          | 5          | 1         |           |           |
| UACH              | 0 - 1         | Tepatitlán           | Olímpico de Cuauhtémoc  | 14 de septiembre | 16:00     | 150          | 4          | 0         |           |           |
| UAT               | 1 - 1         | Atlético Bahía       | Marte R. Gómez          | 14 de septiembre | 17:00     | 100          | 3          | 0         |           |           |
| Gavilanes         | 2 - 0         | Saltillo             | El Hogar                | 14 de septiembre | 17:30     | 3 000        | 6          | 0         |           |           |
| Cimarrones "B"    | 0 - 0         | Mineros de Fresnillo | Héroe de Nacozari       | 15 de septiembre | 10:00     | 50           | 2          | 0         |           |           |
| Descanso:         | Descanso:     | Descanso:            | Durango                 | Durango          | Durango   | Durango      | Durango    | Durango   |           |           |
| Grupo B           |               |                      |                         |                  |           |              |            |           |           |           |
| Local             | Resultado     | Visitante            | Estadio                 | Fecha            | Hora      | Espectadores | Amonestado | Expulsado |           |           |
| Orizaba           | 1 - 1         | Cruz Azul Hidalgo    | Luis "Pirata" Fuente    | 14 de septiembre | 16:00     | 100          | 6          | 0         |           |           |
| Yalmakan          | 4 - 1         | Atlético "B"         | José López Portillo     | 14 de septiembre | 17:00     | 700          | 0          | 0         |           |           |
| Sporting Canamy   | (2) 2 - 2 (4) | Cañoneros Marina     | Centro Vacacional IMSS  | 14 de septiembre | 17:00     | 200          | 1          | 0         |           |           |
| Inter Playa       | 0 - 2         | Tlaxcala             | Mario Villanueva Madrid | 14 de septiembre | 17:15     | 2 627        | 6          | 0         |           |           |
| Cafessa Jalisco   | 3 - 2         | Cafetaleros "B"      | Jalisco                 | 14 de septiembre | 19:00     | 500          | 4          | 1         |           |           |
| Atlético Irapuato | 3 - 2         | UNAM "B"             | Sergio León Chávez      | 14 de septiembre | 19:00     | 5 000        | 4          | 0         |           |           |
| La Piedad         | 3 - 1         | Pioneros             | Juan N. López           | 14 de septiembre | 20:00     | 1 500        | 4          | 0         |           |           |

| Jornada 6            | Jornada 6 | Jornada 6         | Jornada 6                       | Jornada 6        | Jornada 6 | Jornada 6    | Jornada 6  | Jornada 6 | Jornada 6 | Jornada 6 |
| Grupo A              | Grupo A   | Grupo A           | Grupo A                         | Grupo A          | Grupo A   | Grupo A      | Grupo A    | Grupo A   | Grupo A   | Grupo A   |
| Local                | Resultado | Visitante         | Estadio                         | Fecha            | Hora      | Espectadores | Amonestado | Expulsado |           |           |
| -------------------- | --------- | ----------------- | ------------------------------- | ---------------- | --------- | ------------ | ---------- | --------- | --------- | --------- |
| Atlético Reynosa     | 0 - 3     | Durango           | Reynosa                         | 20 de septiembre | 19:30     | 3 000        | 4          | 0         |           |           |
| Saltillo             | 1 - 1     | Leones Negros "B" | O. Francisco I. Madero          | 20 de septiembre | 20:00     | 5 000        | 2          | 0         |           |           |
| Murciélagos          | 3 - 0     | Cimarrones "B"    | Centenario                      | 20 de septiembre | 20:00     | 500          | 0          | 0         |           |           |
| UAZ                  | 3 - 1     | UACH              | Carlos Vega Villalba            | 21 de septiembre | 16:00     | 300          | 5          | 0         |           |           |
| Atlético Bahía       | 2 - 1     | Tecos             | C. Deportiva San José del Valle | 21 de septiembre | 17:00     | 500          | 3          | 0         |           |           |
| Tepatitlán           | 1 - 1     | Coras de Nayarit  | Gregorio "Tepa" Gómez           | 21 de septiembre | 19:00     | 3 500        | 4          | 0         |           |           |
| Mineros de Fresnillo | 0 - 2     | Gavilanes         | Minera Fresnillo                | 21 de septiembre | 19:00     | 100          | 7          | 1         |           |           |
| Descanso:            | Descanso: | Descanso:         | UAT                             | UAT              | UAT       | UAT          | UAT        | UAT       |           |           |
| Grupo B              |           |                   |                                 |                  |           |              |            |           |           |           |
| Local                | Resultado | Visitante         | Estadio                         | Fecha            | Hora      | Espectadores | Amonestado | Expulsado |           |           |
| Cruz Azul Hidalgo    | 2 - 3     | Atlético Irapuato | 10 de diciembre                 | 20 de septiembre | 16:00     | 200          | 5          | 0         |           |           |
| UNAM "B"             | 4 - 1     | Yalmakan          | La Cantera                      | 21 de septiembre | 12:00     | 100          | 8          | 0         |           |           |
| Tlaxcala             | 3 - 2     | Orizaba           | U. Deportiva José Brindis       | 21 de septiembre | 12:00     | 2 000        | 7          | 1         |           |           |
| Pioneros             | 1 - 1     | Sporting Canamy   | O. Andrés Quintana Roo          | 21 de septiembre | 17:00     | 700          | 5          | 0         |           |           |
| Cafetaleros "B"      | 2 - 1     | Inter Playa       | Olímpico de Tapachula           | 21 de septiembre | 17:00     | 500          | 6          | 0         |           |           |
| Cañoneros Marina     | 0 - 1     | Cafessa Jalisco   | Momoxco                         | 21 de septiembre | 19:00     | 100          | 3          | 0         |           |           |
| Atlético "B"         | 0 - 1     | La Piedad         | U. Deportiva 21 de Marzo        | 22 de septiembre | 12:00     | 200          | 4          | 0         |           |           |

| Jornada 7         | Jornada 7     | Jornada 7            | Jornada 7               | Jornada 7        | Jornada 7 | Jornada 7    | Jornada 7  | Jornada 7 | Jornada 7 | Jornada 7 |
| Grupo A           | Grupo A       | Grupo A              | Grupo A                 | Grupo A          | Grupo A   | Grupo A      | Grupo A    | Grupo A   | Grupo A   | Grupo A   |
| Local             | Resultado     | Visitante            | Estadio                 | Fecha            | Hora      | Espectadores | Amonestado | Expulsado |           |           |
| ----------------- | ------------- | -------------------- | ----------------------- | ---------------- | --------- | ------------ | ---------- | --------- | --------- | --------- |
| Durango           | (3) 2 - 2 (1) | Tepatitlán           | Francisco Zarco         | 27 de septiembre | 20:00     | 500          | 1          | 0         |           |           |
| UAT               | 1 - 2         | Atlético Reynosa     | Marte R. Gómez          | 28 de septiembre | 10:00     | 150          | 3          | 0         |           |           |
| Cimarrones "B"    | (4) 2 - 2 (3) | Atlético Bahía       | Héroe de Nacozari       | 28 de septiembre | 10:00     | 50           | 4          | 0         |           |           |
| Leones Negros "B" | 0 - 1         | Mineros de Fresnillo | Club Deportivo U. de G. | 28 de septiembre | 11:00     | 200          | 5          | 2         |           |           |
| UAZ               | 1 - 0         | Saltillo             | Carlos Vega Villalba    | 28 de septiembre | 16:00     | 100          | 3          | 0         |           |           |
| UACH              | 1 - 1         | Coras de Nayarit     | Olímpico UACH           | 28 de septiembre | 17:00     | 250          | 1          | 0         |           |           |
| Gavilanes         | 4 - 0         | Murciélagos          | El Hogar                | 30 de septiembre | 17:00     | 800          | 7          | 0         |           |           |
| Descanso:         | Descanso:     | Descanso:            | Tecos                   | Tecos            | Tecos     | Tecos        | Tecos      | Tecos     |           |           |
| Grupo B           |               |                      |                         |                  |           |              |            |           |           |           |
| Local             | Resultado     | Visitante            | Estadio                 | Fecha            | Hora      | Espectadores | Amonestado | Expulsado |           |           |
| Cruz Azul Hidalgo | 0 - 1         | Tlaxcala             | 10 de diciembre         | 27 de septiembre | 16:00     | 300          | 0          | 0         |           |           |
| Orizaba           | 1 - 0         | Cafetaleros "B"      | Luis "Pirata" Fuente    | 28 de septiembre | 16:00     | 200          | 7          | 0         |           |           |
| Sporting Canamy   | 0 - 0         | Atlético "B"         | Centro Vacacional IMSS  | 28 de septiembre | 17:00     | 100          | 1          | 0         |           |           |
| Inter Playa       | 4 - 1         | Cañoneros Marina     | Mario Villanueva Madrid | 28 de septiembre | 17:00     | 1 467        | 3          | 1         |           |           |
| La Piedad         | 1 - 2         | UNAM "B"             | Juan N. López           | 28 de septiembre | 17:00     | 1 200        | 2          | 0         |           |           |
| Cafessa Jalisco   | 0 - 1         | Pioneros             | Jalisco                 | 28 de septiembre | 19:00     | 500          | 3          | 0         |           |           |
| Atlético Irapuato | 1 - 0         | Yalmakan             | Sergio León Chávez      | 28 de septiembre | 19:00     | 12 000       | 6          | 0         |           |           |

| Jornada 8            | Jornada 8 | Jornada 8         | Jornada 8                       | Jornada 8      | Jornada 8      | Jornada 8      | Jornada 8      | Jornada 8      | Jornada 8 | Jornada 8 |
| Grupo A              | Grupo A   | Grupo A           | Grupo A                         | Grupo A        | Grupo A        | Grupo A        | Grupo A        | Grupo A        | Grupo A   | Grupo A   |
| Local                | Resultado | Visitante         | Estadio                         | Fecha          | Hora           | Espectadores   | Amonestado     | Expulsado      |           |           |
| -------------------- | --------- | ----------------- | ------------------------------- | -------------- | -------------- | -------------- | -------------- | -------------- | --------- | --------- |
| Murciélagos          | 3 - 0     | Leones Negros "B" | Centenario                      | 4 de octubre   | 17:00          | 300            | 3              | 0              |           |           |
| Atlético Reynosa     | 2 - 0     | Tecos             | Reynosa                         | 4 de octubre   | 19:30          | 1 000          | 6              | 0              |           |           |
| Saltillo             | 1 - 0     | UACH              | O. Francisco I. Madero          | 4 de octubre   | 20:00          | 800            | 3              | 1              |           |           |
| Coras de Nayarit     | 3 - 2     | Durango           | Nicolás Álvarez Ortega          | 4 de octubre   | 20:00          | 2 000          | 3              | 1              |           |           |
| Atlético Bahía       | 1 - 3     | Gavilanes         | C. Deportiva San José del Valle | 5 de octubre   | 17:00          | 200            | 0              | 3              |           |           |
| Mineros de Fresnillo | 1 - 2     | UAZ               | Minera Fresnillo                | 5 de octubre   | 19:00          | 500            | 3              | 1              |           |           |
| Tepatitlán           | 3 - 0     | UAT               | Gregorio "Tepa" Gómez           | 7 de octubre   | 17:00          | 1 000          | 2              | 1              |           |           |
| Descanso:            | Descanso: | Descanso:         | Cimarrones "B"                  | Cimarrones "B" | Cimarrones "B" | Cimarrones "B" | Cimarrones "B" | Cimarrones "B" |           |           |
| Grupo B              |           |                   |                                 |                |                |                |                |                |           |           |
| Local                | Resultado | Visitante         | Estadio                         | Fecha          | Hora           | Espectadores   | Amonestado     | Expulsado      |           |           |
| UNAM "B"             | 1 - 1     | Sporting Canamy   | La Cantera                      | 5 de octubre   | 12:00          | 200            | 2              | 0              |           |           |
| Tlaxcala             | 0 - 1     | Atlético Irapuato | U. Deportiva José Brindis       | 5 de octubre   | 12:00          | 2 200          | 5              | 0              |           |           |
| Pioneros             | 3 - 1     | Inter Playa       | Cancún 86                       | 5 de octubre   | 16:00          | 2 000          | 4              | 0              |           |           |
| Cafetaleros "B"      | 0 - 0     | Cruz Azul Hidalgo | Olímpico de Tapachula           | 5 de octubre   | 17:00          | 500            | 7              | 0              |           |           |
| Yalmakan             | 2 - 1     | La Piedad         | José López Portillo             | 5 de octubre   | 17:00          | 500            | 3              | 0              |           |           |
| Cañoneros Marina     | 2 - 3     | Orizaba           | Momoxco                         | 5 de octubre   | 19:00          | 100            | 4              | 0              |           |           |
| Atlético "B"         | 0 - 1     | Cafessa Jalisco   | U. Deportiva 21 de Marzo        | 6 de octubre   | 12:00          | 50             | 1              | 0              |           |           |

| Jornada 9         | Jornada 9 | Jornada 9            | Jornada 9                 | Jornada 9     | Jornada 9 | Jornada 9    | Jornada 9  | Jornada 9 | Jornada 9 | Jornada 9 |
| Grupo A           | Grupo A   | Grupo A              | Grupo A                   | Grupo A       | Grupo A   | Grupo A      | Grupo A    | Grupo A   | Grupo A   | Grupo A   |
| Local             | Resultado | Visitante            | Estadio                   | Fecha         | Hora      | Espectadores | Amonestado | Expulsado |           |           |
| ----------------- | --------- | -------------------- | ------------------------- | ------------- | --------- | ------------ | ---------- | --------- | --------- | --------- |
| Tecos             | 2 - 3     | Tepatitlán           | Tres de Marzo             | 11 de octubre | 19:00     | 700          | 1          | 2         |           |           |
| UACH              | 2 - 0     | Durango              | Olímpico UACH             | 11 de octubre | 19:00     | 100          | 4          | 1         |           |           |
| Saltillo          | 2 - 0     | Mineros de Fresnillo | O. Francisco I. Madero    | 11 de octubre | 20:00     | 4 000        | 3          | 0         |           |           |
| Cimarrones "B"    | 1 - 3     | Atlético Reynosa     | Héroe de Nacozari         | 12 de octubre | 10:00     | 100          | 2          | 0         |           |           |
| Leones Negros "B" | 2 - 0     | Atlético Bahía       | Club Deportivo U. de G.   | 12 de octubre | 11:00     | 100          | 2          | 0         |           |           |
| UAZ               | 1 - 1     | Murciélagos          | Carlos Vega Villalba      | 12 de octubre | 16:00     | 200          | 4          | 0         |           |           |
| UAT               | 1 - 2     | Coras de Nayarit     | Marte R. Gómez            | 12 de octubre | 17:00     | 150          | 5          | 0         |           |           |
| Descanso:         | Descanso: | Descanso:            | Gavilanes                 | Gavilanes     | Gavilanes | Gavilanes    | Gavilanes  | Gavilanes |           |           |
| Grupo B           |           |                      |                           |               |           |              |            |           |           |           |
| Local             | Resultado | Visitante            | Estadio                   | Fecha         | Hora      | Espectadores | Amonestado | Expulsado |           |           |
| Orizaba           | 0 - 2     | Pioneros             | Luis "Pirata" Fuente      | 11 de octubre | 16:00     | 100          | 3          | 0         |           |           |
| Tlaxcala          | 2 - 0     | Cafetaleros "B"      | U. Deportiva José Brindis | 12 de octubre | 12:00     | 2 000        | 1          | 0         |           |           |
| Cruz Azul Hidalgo | 4 - 0     | Cañoneros Marina     | 10 de diciembre           | 12 de octubre | 16:00     | 500          | 2          | 0         |           |           |
| Sporting Canamy   | 0 - 1     | Yalmakan             | Centro Vacacional IMSS    | 12 de octubre | 17:00     | 100          | 2          | 0         |           |           |
| Inter Playa       | 1 - 0     | Atlético "B"         | Mario Villanueva Madrid   | 12 de octubre | 17:00     | 1 263        | 1          | 0         |           |           |
| Cafessa Jalisco   | 0 - 2     | UNAM "B"             | Jalisco                   | 12 de octubre | 19:00     | 300          | 1          | 0         |           |           |
| Atlético Irapuato | 2 - 3     | La Piedad            | Sergio León Chávez        | 14 de octubre | 17:00     | 8 000        | 3          | 1         |           |           |

| Jornada 10           | Jornada 10    | Jornada 10        | Jornada 10                      | Jornada 10        | Jornada 10        | Jornada 10        | Jornada 10        | Jornada 10        | Jornada 10 | Jornada 10 |
| Grupo A              | Grupo A       | Grupo A           | Grupo A                         | Grupo A           | Grupo A           | Grupo A           | Grupo A           | Grupo A           | Grupo A    | Grupo A    |
| Local                | Resultado     | Visitante         | Estadio                         | Fecha             | Hora              | Espectadores      | Amonestado        | Expulsado         |            |            |
| -------------------- | ------------- | ----------------- | ------------------------------- | ----------------- | ----------------- | ----------------- | ----------------- | ----------------- | ---------- | ---------- |
| Murciélagos          | 0 - 1         | Saltillo          | Centenario                      | 18 de octubre     | 17:00             | 150               | 1                 | 0                 |            |            |
| Atlético Reynosa     | 3 - 0         | Gavilanes         | Reynosa                         | 18 de octubre     | 19:30             | 3 000             | 5                 | 0                 |            |            |
| Durango              | 4 - 0         | UAT               | Francisco Zarco                 | 18 de octubre     | 20:00             | 400               | 0                 | 0                 |            |            |
| Coras de Nayarit     | 2 - 0         | Tecos             | Nicolás Álvarez Ortega          | 18 de octubre     | 20:00             | 1 500             | 5                 | 0                 |            |            |
| Atlético Bahía       | 1 - 0         | UAZ               | C. Deportiva San José del Valle | 19 de octubre     | 17:00             | 100               | 3                 | 0                 |            |            |
| Tepatitlán           | 1 - 0         | Cimarrones "B"    | Gregorio "Tepa" Gómez           | 19 de octubre     | 19:00             | 800               | 0                 | 0                 |            |            |
| Mineros de Fresnillo | 0 - 1         | UACH              | Minera Fresnillo                | 19 de octubre     | 19:00             | 300               | 2                 | 1                 |            |            |
| Descanso:            | Descanso:     | Descanso:         | Leones Negros "B"               | Leones Negros "B" | Leones Negros "B" | Leones Negros "B" | Leones Negros "B" | Leones Negros "B" |            |            |
| Grupo B              |               |                   |                                 |                   |                   |                   |                   |                   |            |            |
| Local                | Resultado     | Visitante         | Estadio                         | Fecha             | Hora              | Espectadores      | Amonestado        | Expulsado         |            |            |
| UNAM "B"             | 1 - 1         | Inter Playa       | La Cantera                      | 19 de octubre     | 16:00             | 100               | 4                 | 0                 |            |            |
| Pioneros             | (3) 3 - 3 (4) | Cruz Azul Hidalgo | Cancún 86                       | 19 de octubre     | 16:00             | 800               | 6                 | 0                 |            |            |
| Cafetaleros "B"      | (3) 2 - 2 (4) | Atlético Irapuato | Olímpico de Tapachula           | 19 de octubre     | 17:00             | 300               | 3                 | 0                 |            |            |
| Yalmakan             | 1 - 4         | Cafessa Jalisco   | José López Portillo             | 19 de octubre     | 17:00             | 500               | 1                 | 0                 |            |            |
| La Piedad            | 2 - 1         | Sporting Canamy   | Juan N. López                   | 19 de octubre     | 17:00             | 1 000             | 3                 | 0                 |            |            |
| Cañoneros Marina     | 0 - 1         | Tlaxcala          | Momoxco                         | 19 de octubre     | 19:00             | 200               | 5                 | 0                 |            |            |
| Atlético "B"         | 0 - 1         | Orizaba           | U. Deportiva 21 de Marzo        | 20 de octubre     | 12:00             | 50                | 4                 | 0                 |            |            |

| Jornada 11           | Jornada 11    | Jornada 11       | Jornada 11                | Jornada 11    | Jornada 11 | Jornada 11   | Jornada 11 | Jornada 11 | Jornada 11 | Jornada 11 |
| Grupo A              | Grupo A       | Grupo A          | Grupo A                   | Grupo A       | Grupo A    | Grupo A      | Grupo A    | Grupo A    | Grupo A    | Grupo A    |
| Local                | Resultado     | Visitante        | Estadio                   | Fecha         | Hora       | Espectadores | Amonestado | Expulsado  |            |            |
| -------------------- | ------------- | ---------------- | ------------------------- | ------------- | ---------- | ------------ | ---------- | ---------- | ---------- | ---------- |
| Saltillo             | 4 - 0         | Atlético Bahía   | O. Francisco I. Madero    | 25 de octubre | 20:00      | 3 000        | 6          | 0          |            |            |
| Leones Negros "B"    | 2 - 3         | Atlético Reynosa | Club Deportivo U. de G.   | 26 de octubre | 11:00      | 200          | 5          | 3          |            |            |
| Gavilanes            | 1 - 2         | Tepatitlán       | El Hogar                  | 26 de octubre | 17:00      | 1 000        | 4          | 2          |            |            |
| UACH                 | 3 - 1         | UAT              | Olímpico UACH             | 26 de octubre | 17:00      | 100          | 5          | 1          |            |            |
| Mineros de Fresnillo | 0 - 2         | Murciélagos      | Minera Fresnillo          | 26 de octubre | 19:00      | 100          | 4          | 0          |            |            |
| Cimarrones "B"       | 0 - 2         | Coras de Nayarit | Héroe de Nacozari         | 27 de octubre | 10:00      | 100          | 2          | 0          |            |            |
| Tecos                | 1 - 2         | Durango          | Tres de Marzo             | 28 de octubre | 17:00      | 300          | 4          | 0          |            |            |
| Descanso:            | Descanso:     | Descanso:        | UAZ                       | UAZ           | UAZ        | UAZ          | UAZ        | UAZ        |            |            |
| Grupo B              |               |                  |                           |               |            |              |            |            |            |            |
| Local                | Resultado     | Visitante        | Estadio                   | Fecha         | Hora       | Espectadores | Amonestado | Expulsado  |            |            |
| Cruz Azul Hidalgo    | 2 - 0         | Atlético "B"     | 10 de diciembre           | 25 de octubre | 16:00      | 100          | 2          | 0          |            |            |
| Tlaxcala             | 1 - 0         | Pioneros         | U. Deportiva José Brindis | 26 de octubre | 12:00      | 3 000        | 4          | 0          |            |            |
| Orizaba              | 2 - 1         | UNAM "B"         | Luis "Pirata" Fuente      | 26 de octubre | 16:00      | 150          | 5          | 0          |            |            |
| Inter Playa          | 2 - 0         | Yalmakan         | Mario Villanueva Madrid   | 26 de octubre | 16:30      | 2 300        | 6          | 0          |            |            |
| Cafetaleros "B"      | 3 - 0         | Cañoneros Marina | Olímpico de Tapachula     | 26 de octubre | 17:00      | 300          | 5          | 2          |            |            |
| Cafessa Jalisco      | (5) 2 - 2 (4) | La Piedad        | Jalisco                   | 26 de octubre | 19:00      | 1 000        | 5          | 1          |            |            |
| Atlético Irapuato    | 1 - 0         | Sporting Canamy  | Sergio León Chávez        | 26 de octubre | 19:00      | 10 000       | 3          | 2          |            |            |

| Jornada 12        | Jornada 12    | Jornada 12           | Jornada 12                      | Jornada 12      | Jornada 12 | Jornada 12   | Jornada 12 | Jornada 12 | Jornada 12 | Jornada 12 |
| Grupo A           | Grupo A       | Grupo A              | Grupo A                         | Grupo A         | Grupo A    | Grupo A      | Grupo A    | Grupo A    | Grupo A    | Grupo A    |
| Local             | Resultado     | Visitante            | Estadio                         | Fecha           | Hora       | Espectadores | Amonestado | Expulsado  |            |            |
| ----------------- | ------------- | -------------------- | ------------------------------- | --------------- | ---------- | ------------ | ---------- | ---------- | ---------- | ---------- |
| Durango           | 4 - 0         | Cimarrones "B"       | Francisco Zarco                 | 1 de noviembre  | 20:00      | 600          | 0          | 0          |            |            |
| Coras de Nayarit  | 0 - 2         | Gavilanes            | Nicolás Álvarez Ortega          | 1 de noviembre  | 20:00      | 1 000        | 1          | 0          |            |            |
| UAT               | 0 - 2         | Tecos                | Marte R. Gómez                  | 2 de noviembre  | 17:00      | 100          | 6          | 0          |            |            |
| Murciélagos       | 1 - 2         | UACH                 | Centenario                      | 2 de noviembre  | 17:00      | 200          | 4          | 0          |            |            |
| Tepatitlán        | 5 - 0         | Leones Negros "B"    | Gregorio "Tepa" Gómez           | 2 de noviembre  | 19:00      | 2 000        | 1          | 0          |            |            |
| Atlético Reynosa  | 0 - 1         | UAZ                  | Reynosa                         | 4 de noviembre  | 17:00      | 1 000        | 8          | 0          |            |            |
| Atlético Bahía    | 0 - 3         | Mineros de Fresnillo | C. Deportiva San José del Valle | Anulado         | N.A.       | 100          | X          | X          |            |            |
| Descanso:         | Descanso:     | Descanso:            | Saltillo                        | Saltillo        | Saltillo   | Saltillo     | Saltillo   | Saltillo   |            |            |
| Grupo B           |               |                      |                                 |                 |            |              |            |            |            |            |
| Local             | Resultado     | Visitante            | Estadio                         | Fecha           | Hora       | Espectadores | Amonestado | Expulsado  |            |            |
| UNAM "B"          | 1 - 4         | Cruz Azul Hidalgo    | La Cantera                      | 9 de noviembre  | 12:00      | 100          | 5          | 0          |            |            |
| Pioneros          | 5 - 2         | Cafetaleros "B"      | Cancún 86                       | 9 de noviembre  | 15:00      | 400          | 4          | 0          |            |            |
| Yalmakan          | 3 - 1         | Orizaba              | José López Portillo             | 9 de noviembre  | 17:00      | 500          | 3          | 1          |            |            |
| Sporting Canamy   | 0 - 2         | Cafessa Jalisco      | Centro Vacacional IMSS          | 9 de noviembre  | 17:00      | 50           | 1          | 0          |            |            |
| Atlético Irapuato | 3 - 0         | Cañoneros Marina     | Sergio León Chávez              | 9 de noviembre  | 19:00      | 8 000        | 3          | 1          |            |            |
| Atlético "B"      | (5) 3 - 3 (4) | Tlaxcala             | U. Deportiva 21 de Marzo        | 10 de noviembre | 12:00      | 100          | 0          | 0          |            |            |
| La Piedad         | 2 - 1         | Inter Playa          | Juan N. López                   | 11 de noviembre | 17:00      | 1 200        | 3          | 1          |            |            |

| Jornada 13        | Jornada 13    | Jornada 13        | Jornada 13                | Jornada 13           | Jornada 13           | Jornada 13           | Jornada 13           | Jornada 13           | Jornada 13 | Jornada 13 |
| Grupo A           | Grupo A       | Grupo A           | Grupo A                   | Grupo A              | Grupo A              | Grupo A              | Grupo A              | Grupo A              | Grupo A    | Grupo A    |
| Local             | Resultado     | Visitante         | Estadio                   | Fecha                | Hora                 | Espectadores         | Amonestado           | Expulsado            |            |            |
| ----------------- | ------------- | ----------------- | ------------------------- | -------------------- | -------------------- | -------------------- | -------------------- | -------------------- | ---------- | ---------- |
| Murciélagos       | 8 - 2         | Atlético Bahía    | Centenario                | 8 de noviembre       | 15:30                | 100                  | 2                    | 1                    |            |            |
| Saltillo          | 1 - 2         | Atlético Reynosa  | O. Francisco I. Madero    | 8 de noviembre       | 20:00                | 2 500                | 6                    | 1                    |            |            |
| Cimarrones "B"    | 1 - 2         | UAT               | Héroe de Nacozari         | 9 de noviembre       | 10:00                | 50                   | 5                    | 0                    |            |            |
| Leones Negros "B" | (5) 4 - 4 (3) | Coras de Nayarit  | Club Deportivo U. de G.   | 9 de noviembre       | 11:00                | 50                   | 5                    | 0                    |            |            |
| UAZ               | (6) 2 - 2 (5) | Tepatitlán        | Carlos Vega Villalba      | 9 de noviembre       | 15:30                | 200                  | 7                    | 1                    |            |            |
| Gavilanes         | 1 - 2         | Durango           | El Hogar                  | 9 de noviembre       | 16:00                | 1 000                | 4                    | 0                    |            |            |
| UACH              | 4 - 0         | Tecos             | Olímpico UACH             | 9 de noviembre       | 17:00                | 150                  | 0                    | 0                    |            |            |
| Descanso:         | Descanso:     | Descanso:         | Mineros de Fresnillo      | Mineros de Fresnillo | Mineros de Fresnillo | Mineros de Fresnillo | Mineros de Fresnillo | Mineros de Fresnillo |            |            |
| Grupo B           |               |                   |                           |                      |                      |                      |                      |                      |            |            |
| Local             | Resultado     | Visitante         | Estadio                   | Fecha                | Hora                 | Espectadores         | Amonestado           | Expulsado            |            |            |
| Cruz Azul Hidalgo | 0 - 0         | Yalmakan          | 10 de diciembre           | 15 de noviembre      | 15:00                | 100                  | 6                    | 0                    |            |            |
| Tlaxcala          | 1 - 2         | UNAM "B"          | U. Deportiva José Brindis | 16 de noviembre      | 12:00                | 2 000                | 3                    | 1                    |            |            |
| Inter Playa       | 3 - 1         | Sporting Canamy   | Cancún 86                 | 16 de noviembre      | 15:00                | 100                  | 3                    | 0                    |            |            |
| Orizaba           | 3 - 0         | La Piedad         | Luis "Pirata" Fuente      | 16 de noviembre      | 15:00                | 150                  | 5                    | 0                    |            |            |
| Cafetaleros "B"   | (3) 2 - 2 (0) | Atlético "B"      | Olímpico de Tapachula     | 16 de noviembre      | 16:00                | 300                  | 1                    | 0                    |            |            |
| Cañoneros Marina  | 0 - 4         | Pioneros          | Momoxco                   | 16 de noviembre      | 19:00                | 100                  | 4                    | 0                    |            |            |
| Cafessa Jalisco   | 2 - 3         | Atlético Irapuato | Jalisco                   | 18 de noviembre      | 17:00                | 1 500                | 4                    | 0                    |            |            |

| Tecos            | 3 - 1         | Cimarrones "B"       | Tres de Marzo          | 15 de noviembre | 19:00       | 500         | 2           | 0           |
| Atlético Reynosa | 5 - 0         | Mineros de Fresnillo | Reynosa                | 15 de noviembre | 19:30       | 1 000       | 2           | 0           |
| Durango          | 1 - 0         | Leones Negros "B"    | Francisco Zarco        | 15 de noviembre | 20:00       | 500         | 8           | 0           |
| Coras de Nayarit | (4) 2 - 2 (2) | UAZ                  | Nicolás Álvarez Ortega | 15 de noviembre | 20:00       | 500         | 7           | 0           |
| UACH             | 4 - 0         | Atlético Bahía       | Olímpico UACH          | 16 de noviembre | 15:00       | 500         | 5           | 0           |
| UAT              | 0 - 1         | Gavilanes            | Marte R. Gómez         | 16 de noviembre | 17:00       | 300         | 3           | 0           |
| Tepatitlán       | 2 - 1         | Saltillo             | Gregorio "Tepa" Gómez  | 16 de noviembre | 19:00       | 1 200       | 1           | 0           |
| Descanso:        | Descanso:     | Descanso:            | Murciélagos            | Murciélagos     | Murciélagos | Murciélagos | Murciélagos | Murciélagos |

| Murciélagos          | 0 - 2     | Atlético Reynosa | Centenario              | 22 de noviembre | 15:30          | 200            | 6              | 0              |
| Cimarrones "B"       | 0 - 2     | UACH             | Héroe de Nacozari       | 23 de noviembre | 10:00          | 100            | 3              | 0              |
| Leones Negros "B"    | 0 - 0     | UAT              | Club Deportivo U. de G. | 23 de noviembre | 11:00          | 100            | 2              | 0              |
| UAZ                  | 1 - 1     | Durango          | Carlos Vega Villalba    | 23 de noviembre | 15:30          | 100            | 3              | 1              |
| Gavilanes            | 2 - 0     | Tecos            | El Hogar                | 23 de noviembre | 16:00          | 800            | 3              | 2              |
| Saltillo             | 0 - 1     | Coras de Nayarit | O. Francisco I. Madero  | 23 de noviembre | 17:00          | 2 000          | 4              | 0              |
| Mineros de Fresnillo | 1 - 3     | Tepatitlán       | Minera Fresnillo        | 23 de noviembre | 19:00          | 200            | 6              | 1              |
| Descanso:            | Descanso: | Descanso:        | Atlético Bahía          | Atlético Bahía  | Atlético Bahía | Atlético Bahía | Atlético Bahía | Atlético Bahía |

### Segunda Vuelta
| Jornada 16           | Jornada 16 | Jornada 16        | Jornada 16                      | Jornada 16      | Jornada 16      | Jornada 16      | Jornada 16      | Jornada 16      | Jornada 16 | Jornada 16 |
| Grupo A              | Grupo A    | Grupo A           | Grupo A                         | Grupo A         | Grupo A         | Grupo A         | Grupo A         | Grupo A         | Grupo A    | Grupo A    |
| Local                | Resultado  | Visitante         | Estadio                         | Fecha           | Hora            | Espectadores    | Amonestado      | Expulsado       |            |            |
| -------------------- | ---------- | ----------------- | ------------------------------- | --------------- | --------------- | --------------- | --------------- | --------------- | ---------- | ---------- |
| Saltillo             | 0 - 0      | Durango           | O. Francisco I. Madero          | 10 de enero     | 20:00           | 3 000           | 5               | 1               |            |            |
| UAZ                  | 3 - 2      | UAT               | Carlos Vega Villalba            | 11 de enero     | 15:30           | 200             | 2               | 0               |            |            |
| Gavilanes            | 2 - 0      | Cimarrones "B"    | El Hogar                        | 11 de enero     | 16:00           | 1 500           | 3               | 1               |            |            |
| Mineros de Fresnillo | 0 - 3      | Coras de Nayarit  | Minera Fresnillo                | 11 de enero     | 19:00           | 100             | 6               | 0               |            |            |
| Leones Negros "B"    | 0 - 3      | Tecos             | Jalisco                         | 13 de enero     | 17:00           | 250             | 3               | 0               |            |            |
| Atlético Bahía       | 0 - 3      | Atlético Reynosa  | C. Deportiva San José del Valle | Suspendido      | N/A.            | N/A             | N/A             | N/A             |            |            |
| Murciélagos          | 0 - 3      | Tepatitlán        | Centenario                      | Suspendido      | N/A.            | N/A             | N/A             | N/A             |            |            |
| Descanso:            | Descanso:  | Descanso:         | UACH                            | UACH            | UACH            | UACH            | UACH            | UACH            |            |            |
| Grupo B              |            |                   |                                 |                 |                 |                 |                 |                 |            |            |
| Local                | Resultado  | Visitante         | Estadio                         | Fecha           | Hora            | Espectadores    | Amonestado      | Expulsado       |            |            |
| Tlaxcala             | 2 - 0      | Yalmakan          | U. Deportiva José Brindis       | 18 de enero     | 12:00           | 1 500           | 5               | 1               |            |            |
| Pioneros             | 1 - 2      | Atlético Irapuato | Cancún 86                       | 18 de enero     | 15:00           | 250             | 4               | 0               |            |            |
| Cruz Azul Hidalgo    | 3 - 0      | La Piedad         | 10 de diciembre                 | 18 de enero     | 15:00           | 300             | 6               | 2               |            |            |
| Cafetaleros "B"      | 1 - 0      | UNAM "B"          | Olímpico de Tapachula           | 18 de enero     | 16:00           | 1 000           | 2               | 2               |            |            |
| Inter Playa          | 2 - 3      | Cafessa Jalisco   | Mario Villanueva Madrid         | 18 de enero     | 16:00           | 1 000           | 3               | 0               |            |            |
| Cañoneros Marina     | 2 - 1      | Atlético "B"      | Momoxco                         | 20 de enero     | 17:00           | 200             | 4               | 0               |            |            |
| Descanso:            | Descanso:  | Descanso:         | Sporting Canamy                 | Sporting Canamy | Sporting Canamy | Sporting Canamy | Sporting Canamy | Sporting Canamy |            |            |

| Jornada 17        | Jornada 17 | Jornada 17           | Jornada 17               | Jornada 17       | Jornada 17       | Jornada 17       | Jornada 17       | Jornada 17       | Jornada 17 | Jornada 17 |
| Grupo A           | Grupo A    | Grupo A              | Grupo A                  | Grupo A          | Grupo A          | Grupo A          | Grupo A          | Grupo A          | Grupo A    | Grupo A    |
| Local             | Resultado  | Visitante            | Estadio                  | Fecha            | Hora             | Espectadores     | Amonestado       | Expulsado        |            |            |
| ----------------- | ---------- | -------------------- | ------------------------ | ---------------- | ---------------- | ---------------- | ---------------- | ---------------- | ---------- | ---------- |
| Tecos             | 1 - 3      | UAZ                  | Tres de Marzo            | 17 de enero      | 19:00            | 500              | 2                | 0                |            |            |
| Coras de Nayarit  | 0 - 0      | Murciélagos          | Nicolás Álvarez Ortega   | 17 de enero      | 20:00            | 1 400            | 3                | 0                |            |            |
| Durango           | 4 - 1      | Mineros de Fresnillo | Francisco Zarco          | 17 de enero      | 20:00            | 1 000            | 2                | 0                |            |            |
| Cimarrones "B"    | 4 - 3      | Leones Negros "B"    | Héroe de Nacozari        | 18 de enero      | 10:00            | 50               | 3                | 0                |            |            |
| UACH              | 2 - 0      | Gavilanes            | Olímpico UACH            | 18 de enero      | 15:00            | 300              | 8                | 0                |            |            |
| UAT               | 0 - 2      | Saltillo             | Marte R. Gómez           | 18 de enero      | 17:00            | 200              | 1                | 0                |            |            |
| Tepatitlán        | 3 - 0      | Atlético Bahía       | Gregorio "Tepa" Gómez    | 18 de enero      | 19:00            | 1 000            | 0                | 1                |            |            |
| Descanso:         | Descanso:  | Descanso:            | Atlético Reynosa         | Atlético Reynosa | Atlético Reynosa | Atlético Reynosa | Atlético Reynosa | Atlético Reynosa |            |            |
| Grupo B           |            |                      |                          |                  |                  |                  |                  |                  |            |            |
| Local             | Resultado  | Visitante            | Estadio                  | Fecha            | Hora             | Espectadores     | Amonestado       | Expulsado        |            |            |
| UNAM "B"          | 1 - 1      | Cañoneros Marina     | La Cantera               | 25 de enero      | 12:00            | 300              | 6                | 0                |            |            |
| Yalmakan          | 0 - 0      | Cafetaleros "B"      | José López Portillo      | 25 de enero      | 17:00            | 400              | 2                | 0                |            |            |
| Sporting Canamy   | 1 - 0      | Cruz Azul Hidalgo    | Centro Vacacional IMSS   | 25 de enero      | 17:00            | 50               | 7                | 0                |            |            |
| Atlético Irapuato | 0 - 0      | Inter Playa          | Sergio León Chávez       | 25 de enero      | 19:00            | 12 000           | 3                | 0                |            |            |
| Atlético "B"      | 0 - 1      | Pioneros             | U. Deportiva 21 de Marzo | 26 de enero      | 12:00            | 200              | 3                | 0                |            |            |
| La Piedad         | 1 - 3      | Tlaxcala             | Juan N. López            | 27 de enero      | 17:00            | 500              | 4                | 0                |            |            |
| Descanso:         | Descanso:  | Descanso:            | Cafessa Jalisco          | Cafessa Jalisco  | Cafessa Jalisco  | Cafessa Jalisco  | Cafessa Jalisco  | Cafessa Jalisco  |            |            |

| Jornada 18           | Jornada 18 | Jornada 18        | Jornada 18                      | Jornada 18   | Jornada 18  | Jornada 18   | Jornada 18  | Jornada 18  | Jornada 18 | Jornada 18 |
| Grupo A              | Grupo A    | Grupo A           | Grupo A                         | Grupo A      | Grupo A     | Grupo A      | Grupo A     | Grupo A     | Grupo A    | Grupo A    |
| Local                | Resultado  | Visitante         | Estadio                         | Fecha        | Hora        | Espectadores | Amonestado  | Expulsado   |            |            |
| -------------------- | ---------- | ----------------- | ------------------------------- | ------------ | ----------- | ------------ | ----------- | ----------- | ---------- | ---------- |
| Atlético Reynosa     | 3 - 0      | UACH              | Reynosa                         | 24 de enero  | 19:30       | 1 000        | 6           | 1           |            |            |
| Saltillo             | 1 - 0      | Tecos             | O. Francisco I. Madero          | 24 de enero  | 20:00       | 3 000        | 1           | 0           |            |            |
| Leones Negros "B"    | 0 - 2      | Gavilanes         | Club Deportivo U. de G.         | 25 de enero  | 11:00       | 50           | 2           | 0           |            |            |
| Murciélagos          | 4 - 2      | Durango           | Centenario                      | 25 de enero  | 15:00       | 100          | 8           | 0           |            |            |
| UAZ                  | 2 - 0      | Cimarrones "B"    | Carlos Vega Villalba            | 25 de enero  | 15:30       | 150          | 3           | 0           |            |            |
| Mineros de Fresnillo | 1 - 1      | UAT               | Minera Fresnillo                | 25 de enero  | 19:00       | 500          | 6           | 0           |            |            |
| Atlético Bahía       | 0 - 2      | Coras de Nayarit  | C. Deportiva San José del Valle | 26 de enero  | 12:00       | 150          | 4           | 2           |            |            |
| Descanso:            | Descanso:  | Descanso:         | Tepatitlán                      | Tepatitlán   | Tepatitlán  | Tepatitlán   | Tepatitlán  | Tepatitlán  |            |            |
| Grupo B              |            |                   |                                 |              |             |              |             |             |            |            |
| Local                | Resultado  | Visitante         | Estadio                         | Fecha        | Hora        | Espectadores | Amonestado  | Expulsado   |            |            |
| Tlaxcala             | 1 - 0      | Sporting Canamy   | U. Deportiva José Brindis       | 1 de febrero | 12:00       | 776          | 2           | 0           |            |            |
| Cruz Azul Hidalgo    | 1 - 1      | Cafessa Jalisco   | 10 de diciembre                 | 1 de febrero | 15:00       | 200          | 2           | 3           |            |            |
| Pioneros             | 2 - 0      | UNAM "B"          | Cancún 86                       | 1 de febrero | 15:00       | 550          | 7           | 0           |            |            |
| Cafetaleros "B"      | 3 - 0      | La Piedad         | Olímpico de Tapachula           | 1 de febrero | 16:00       | 300          | 2           | 0           |            |            |
| Cañoneros Marina     | 1 - 0      | Yalmakan          | Momoxco                         | 1 de febrero | 16:00       | 120          | 2           | 0           |            |            |
| Atlético "B"         | 0 - 3      | Atlético Irapuato | Plan de San Luis                | 2 de febrero | 12:00       | 100          | 0           | 0           |            |            |
| Descanso:            | Descanso:  | Descanso:         | Inter Playa                     | Inter Playa  | Inter Playa | Inter Playa  | Inter Playa | Inter Playa |            |            |

| Jornada 19      | Jornada 19    | Jornada 19           | Jornada 19              | Jornada 19        | Jornada 19        | Jornada 19        | Jornada 19        | Jornada 19        | Jornada 19 | Jornada 19 |
| Grupo A         | Grupo A       | Grupo A              | Grupo A                 | Grupo A           | Grupo A           | Grupo A           | Grupo A           | Grupo A           | Grupo A    | Grupo A    |
| Local           | Resultado     | Visitante            | Estadio                 | Fecha             | Hora              | Espectadores      | Amonestado        | Expulsado         |            |            |
| --------------- | ------------- | -------------------- | ----------------------- | ----------------- | ----------------- | ----------------- | ----------------- | ----------------- | ---------- | ---------- |
| Cimarrones "B"  | 2 - 4         | Saltillo             | Héroe de Nacozari       | 30 de enero       | 10:00             | 50                | 3                 | 0                 |            |            |
| Durango         | 4 - 1         | Atlético Bahía       | Francisco Zarco         | 31 de enero       | 20:00             | 1 000             | 3                 | 0                 |            |            |
| UACH            | 0 - 0         | Leones Negros "B"    | Olímpico UACH           | 1 de febrero      | 15:00             | 100               | 2                 | 0                 |            |            |
| Gavilanes       | 2 - 3         | UAZ                  | El Hogar                | 1 de febrero      | 16:00             | 1 500             | 3                 | 0                 |            |            |
| Tepatitlán      | 4 - 0         | Atlético Reynosa     | Gregorio "Tepa" Gómez   | 1 de febrero      | 19:00             | 3 800             | 3                 | 1                 |            |            |
| UAT             | 1 - 2         | Murciélagos          | Marte R. Gómez          | 2 de febrero      | 10:00             | 100               | 3                 | 1                 |            |            |
| Tecos           | 4 - 1         | Mineros de Fresnillo | Tres de Marzo           | 3 de febrero      | 17:00             | 200               | 5                 | 0                 |            |            |
| Descanso:       | Descanso:     | Descanso:            | Coras de Nayarit        | Coras de Nayarit  | Coras de Nayarit  | Coras de Nayarit  | Coras de Nayarit  | Coras de Nayarit  |            |            |
| Grupo B         |               |                      |                         |                   |                   |                   |                   |                   |            |            |
| Local           | Resultado     | Visitante            | Estadio                 | Fecha             | Hora              | Espectadores      | Amonestado        | Expulsado         |            |            |
| UNAM "B"        | 1 - 1         | Atlético "B"         | La Cantera              | 8 de febrero      | 12:00             | 200               | 7                 | 0                 |            |            |
| Inter Playa     | 0 - 0         | Cruz Azul Hidalgo    | Mario Villanueva Madrid | 8 de febrero      | 16:00             | 800               | 3                 | 0                 |            |            |
| Yalmakan        | (2) 2 - 2 (4) | Pioneros             | José López Portillo     | 8 de febrero      | 17:00             | 650               | 4                 | 0                 |            |            |
| Sporting Canamy | (1) 2 - 2 (3) | Cafetaleros "B"      | Centro Vacacional IMSS  | 8 de febrero      | 17:00             | 50                | 1                 | 0                 |            |            |
| La Piedad       | 1 - 0         | Cañoneros Marina     | Juan N. López           | 9 de febrero      | 16:00             | 1 200             | 1                 | 0                 |            |            |
| Cafessa Jalisco | 0 - 1         | Tlaxcala             | Jalisco                 | 10 de febrero     | 17:00             | 1 000             | 3                 | 0                 |            |            |
| Descanso:       | Descanso:     | Descanso:            | Atlético Irapuato       | Atlético Irapuato | Atlético Irapuato | Atlético Irapuato | Atlético Irapuato | Atlético Irapuato |            |            |

| Jornada 20           | Jornada 20    | Jornada 20        | Jornada 20                      | Jornada 20        | Jornada 20        | Jornada 20        | Jornada 20        | Jornada 20        | Jornada 20 | Jornada 20 |
| Grupo A              | Grupo A       | Grupo A           | Grupo A                         | Grupo A           | Grupo A           | Grupo A           | Grupo A           | Grupo A           | Grupo A    | Grupo A    |
| Local                | Resultado     | Visitante         | Estadio                         | Fecha             | Hora              | Espectadores      | Amonestado        | Expulsado         |            |            |
| -------------------- | ------------- | ----------------- | ------------------------------- | ----------------- | ----------------- | ----------------- | ----------------- | ----------------- | ---------- | ---------- |
| Atlético Reynosa     | 2 - 0         | Coras de Nayarit  | Reynosa                         | 7 de febrero      | 19:30             | 2 000             | 6                 | 0                 |            |            |
| Saltillo             | 1 - 3         | Gavilanes         | O. Francisco I. Madero          | 7 de febrero      | 20:00             | 5 000             | 7                 | 0                 |            |            |
| Murciélagos          | 3 - 1         | Tecos             | Centenario                      | 8 de febrero      | 15:00             | 200               | 3                 | 0                 |            |            |
| UAZ                  | 2 - 1         | Leones Negros "B" | Carlos Vega Villalba            | 8 de febrero      | 15:30             | 100               | 7                 | 0                 |            |            |
| Tepatitlán           | 5 - 0         | UACH              | Gregorio "Tepa" Gómez           | 8 de febrero      | 19:00             | 3 500             | 4                 | 0                 |            |            |
| Mineros de Fresnillo | 1 - 1         | Cimarrones "B"    | Minera Fresnillo                | 8 de febrero      | 19:00             | 200               | 5                 | 0                 |            |            |
| Atlético Bahía       | 1 - 3         | UAT               | C. Deportiva San José del Valle | 9 de febrero      | 12:00             | 250               | 3                 | 0                 |            |            |
| Descanso:            | Descanso:     | Descanso:         | Durango                         | Durango           | Durango           | Durango           | Durango           | Durango           |            |            |
| Grupo B              |               |                   |                                 |                   |                   |                   |                   |                   |            |            |
| Local                | Resultado     | Visitante         | Estadio                         | Fecha             | Hora              | Espectadores      | Amonestado        | Expulsado         |            |            |
| Tlaxcala             | (3) 2 - 2 (2) | Inter Playa       | U. Deportiva José Brindis       | 15 de febrero     | 12:00             | 1 500             | 2                 | 0                 |            |            |
| UNAM "B"             | 3 - 1         | Atlético Irapuato | La Cantera                      | 15 de febrero     | 12:00             | 150               | 5                 | 0                 |            |            |
| Pioneros             | 0 - 0         | La Piedad         | Cancún 86                       | 15 de febrero     | 15:00             | 220               | 2                 | 0                 |            |            |
| Cañoneros Marina     | 4 - 2         | Sporting Canamy   | Momoxco                         | 15 de febrero     | 16:00             | 100               | 4                 | 0                 |            |            |
| Cafetaleros "B"      | 1 - 3         | Cafessa Jalisco   | Olímpico de Tapachula           | 15 de febrero     | 16:00             | 500               | 4                 | 0                 |            |            |
| Atlético "B"         | 1 - 4         | Yalmakan          | Plan de San Luis                | 16 de febrero     | 12:00             | 50                | 6                 | 1                 |            |            |
| Descanso:            | Descanso:     | Descanso:         | Cruz Azul Hidalgo               | Cruz Azul Hidalgo | Cruz Azul Hidalgo | Cruz Azul Hidalgo | Cruz Azul Hidalgo | Cruz Azul Hidalgo |            |            |

| Jornada 21        | Jornada 21    | Jornada 21           | Jornada 21              | Jornada 21    | Jornada 21 | Jornada 21   | Jornada 21 | Jornada 21 | Jornada 21 | Jornada 21 |
| Grupo A           | Grupo A       | Grupo A              | Grupo A                 | Grupo A       | Grupo A    | Grupo A      | Grupo A    | Grupo A    | Grupo A    | Grupo A    |
| Local             | Resultado     | Visitante            | Estadio                 | Fecha         | Hora       | Espectadores | Amonestado | Expulsado  |            |            |
| ----------------- | ------------- | -------------------- | ----------------------- | ------------- | ---------- | ------------ | ---------- | ---------- | ---------- | ---------- |
| Tecos             | 2 - 0         | Atlético Bahía       | Tres de Marzo           | 14 de febrero | 19:00      | 200          | 3          | 0          |            |            |
| Coras de Nayarit  | 0 - 1         | Tepatitlán           | Nicolás Álvarez Ortega  | 14 de febrero | 20:00      | 150          | 6          | 0          |            |            |
| Cimarrones "B"    | 2 - 1         | Murciélagos          | Héroe de Nacozari       | 15 de febrero | 10:00      | 50           | 5          | 0          |            |            |
| Leones Negros "B" | 2 - 1         | Saltillo             | Club Deportivo U. de G. | 15 de febrero | 11:00      | 50           | 1          | 1          |            |            |
| Gavilanes         | 2 - 0         | Mineros de Fresnillo | El Hogar                | 15 de febrero | 16:00      | 3 000        | 4          | 0          |            |            |
| UACH              | 1 - 1         | UAZ                  | Olímpico UACH           | 15 de febrero | 18:00      | 100          | 4          | 0          |            |            |
| Durango           | 1 - 0         | Atlético Reynosa     | Francisco Zarco         | 17 de febrero | 17:00      | 1 000        | 4          | 0          |            |            |
| Descanso:         | Descanso:     | Descanso:            | UAT                     | UAT           | UAT        | UAT          | UAT        | UAT        |            |            |
| Grupo B           |               |                      |                         |               |            |              |            |            |            |            |
| Local             | Resultado     | Visitante            | Estadio                 | Fecha         | Hora       | Espectadores | Amonestado | Expulsado  |            |            |
| Inter Playa       | 5 - 0         | Cafetaleros "B"      | Mario Villanueva Madrid | 22 de febrero | 16:00      | 600          | 7          | 1          |            |            |
| Yalmakan          | (4) 2 - 2 (5) | UNAM "B"             | José López Portillo     | 22 de febrero | 17:00      | 600          | 2          | 0          |            |            |
| Atlético Irapuato | (4) 4 - 4 (5) | Cruz Azul Hidalgo    | Sergio León Chávez      | 22 de febrero | 19:00      | 10 000       | 4          | 2          |            |            |
| Cafessa Jalisco   | 0 - 2         | Cañoneros Marina     | Jalisco                 | 22 de febrero | 19:00      | 150          | 5          | 0          |            |            |
| La Piedad         | 3 - 2         | Atlético "B"         | Juan N. López           | 23 de febrero | 16:00      | 1 000        | 4          | 0          |            |            |
| Sporting Canamy   | 1 - 1         | Pioneros             | Centro Vacacional IMSS  | 25 de febrero | 17:00      | 100          | 7          | 0          |            |            |
| Descanso:         | Descanso:     | Descanso:            | Tlaxcala                | Tlaxcala      | Tlaxcala   | Tlaxcala     | Tlaxcala   | Tlaxcala   |            |            |

| Jornada 22           | Jornada 22 | Jornada 22        | Jornada 22                 | Jornada 22      | Jornada 22      | Jornada 22      | Jornada 22      | Jornada 22      | Jornada 22 | Jornada 22 |
| Grupo A              | Grupo A    | Grupo A           | Grupo A                    | Grupo A         | Grupo A         | Grupo A         | Grupo A         | Grupo A         | Grupo A    | Grupo A    |
| Local                | Resultado  | Visitante         | Estadio                    | Fecha           | Hora            | Espectadores    | Amonestado      | Expulsado       |            |            |
| -------------------- | ---------- | ----------------- | -------------------------- | --------------- | --------------- | --------------- | --------------- | --------------- | ---------- | ---------- |
| Saltillo             | 0 - 0      | UAZ               | O. Francisco I. Madero     | 21 de febrero   | 20:00           | 3 500           | 6               | 0               |            |            |
| Murciélagos          | 3 - 1      | Gavilanes         | Centenario                 | 22 de febrero   | 15:00           | 300             | 2               | 2               |            |            |
| Tepatitlán           | 0 - 0      | Durango           | Gregorio "Tepa" Gómez      | 22 de febrero   | 19:00           | 3 000           | 4               | 1               |            |            |
| Mineros de Fresnillo | 2 - 1      | Leones Negros "B" | Minera Fresnillo           | 22 de febrero   | 19:00           | 200             | 9               | 4               |            |            |
| Atlético Reynosa     | 2 - 1      | UAT               | Reynosa                    | 22 de febrero   | 19:30           | 2 000           | 9               | 0               |            |            |
| Atlético Bahía       | 2 - 0      | Cimarrones "B"    | U.D. Valle Dorado Ensenada | 23 de febrero   | 12:00           | 100             | 4               | 0               |            |            |
| Coras de Nayarit     | 2 - 0      | UACH              | Nicolás Álvarez Ortega     | 24 de febrero   | 17:00           | 500             | 3               | 0               |            |            |
| Descanso:            | Descanso:  | Descanso:         | Tecos                      | Tecos           | Tecos           | Tecos           | Tecos           | Tecos           |            |            |
| Grupo B              |            |                   |                            |                 |                 |                 |                 |                 |            |            |
| Local                | Resultado  | Visitante         | Estadio                    | Fecha           | Hora            | Espectadores    | Amonestado      | Expulsado       |            |            |
| Tlaxcala             | 0 - 1      | Cruz Azul Hidalgo | U. Deportiva José Brindis  | 29 de febrero   | 12:00           | 5 000           | 3               | 0               |            |            |
| UNAM "B"             | 2 - 1      | La Piedad         | La Cantera                 | 29 de febrero   | 12:00           | 100             | 3               | 0               |            |            |
| Cañoneros Marina     | 2 - 1      | Inter Playa       | Momoxco                    | 29 de febrero   | 16:00           | 100             | 6               | 0               |            |            |
| Yalmakan             | 0 - 4      | Atlético Irapuato | José López Portillo        | 29 de febrero   | 17:00           | 600             | 2               | 0               |            |            |
| Atlético "B"         | 1 - 0      | Sporting Canamy   | Plan de San Luis           | 1 de marzo      | 12:00           | 50              | 2               | 0               |            |            |
| Pioneros             | 0 - 0      | Cafessa Jalisco   | O. Andrés Quintana Roo     | 1 de marzo      | 17:00           | 300             | 2               | 0               |            |            |
| Descanso:            | Descanso:  | Descanso:         | Cafetaleros "B"            | Cafetaleros "B" | Cafetaleros "B" | Cafetaleros "B" | Cafetaleros "B" | Cafetaleros "B" |            |            |

| Jornada 23        | Jornada 23    | Jornada 23           | Jornada 23              | Jornada 23       | Jornada 23       | Jornada 23       | Jornada 23       | Jornada 23       | Jornada 23 | Jornada 23 |
| Grupo A           | Grupo A       | Grupo A              | Grupo A                 | Grupo A          | Grupo A          | Grupo A          | Grupo A          | Grupo A          | Grupo A    | Grupo A    |
| Local             | Resultado     | Visitante            | Estadio                 | Fecha            | Hora             | Espectadores     | Amonestado       | Expulsado        |            |            |
| ----------------- | ------------- | -------------------- | ----------------------- | ---------------- | ---------------- | ---------------- | ---------------- | ---------------- | ---------- | ---------- |
| Tecos             | 2 - 7         | Atlético Reynosa     | Tres de Marzo           | 28 de febrero    | 19:00            | 200              | 3                | 0                |            |            |
| Durango           | 1 - 2         | Coras de Nayarit     | Francisco Zarco         | 28 de febrero    | 20:00            | 1 000            | 1                | 0                |            |            |
| Leones Negros "B" | 1 - 3         | Murciélagos          | Club Deportivo U. de G. | 29 de febrero    | 11:00            | 50               | 4                | 2                |            |            |
| UACH              | 3 - 1         | Saltillo             | Olímpico UACH           | 29 de febrero    | 15:00            | 200              | 5                | 1                |            |            |
| UAZ               | 6 - 2         | Mineros de Fresnillo | Carlos Vega Villalba    | 29 de febrero    | 15:30            | 200              | 1                | 1                |            |            |
| Gavilanes         | 3 - 0         | Atlético Bahía       | El Hogar                | 29 de febrero    | 16:00            | 2 000            | 3                | 0                |            |            |
| UAT               | 0 - 2         | Tepatitlán           | Marte R. Gómez          | 29 de febrero    | 17:00            | 100              | 3                | 0                |            |            |
| Descanso:         | Descanso:     | Descanso:            | Cimarrones "B"          | Cimarrones "B"   | Cimarrones "B"   | Cimarrones "B"   | Cimarrones "B"   | Cimarrones "B"   |            |            |
| Grupo B           |               |                      |                         |                  |                  |                  |                  |                  |            |            |
| Local             | Resultado     | Visitante            | Estadio                 | Fecha            | Hora             | Espectadores     | Amonestado       | Expulsado        |            |            |
| Cruz Azul Hidalgo | 1 - 2         | Cafetaleros "B"      | 10 de diciembre         | 6 de marzo       | 15:00            | 200              | 4                | 0                |            |            |
| Inter Playa       | (4) 2 - 2 (5) | Pioneros             | Mario Villanueva Madrid | 7 de marzo       | 16:00            | 3 000            | 5                | 1                |            |            |
| Sporting Canamy   | 0 - 4         | UNAM "B"             | Centro Vacacional IMSS  | 7 de marzo       | 17:00            | 100              | 6                | 0                |            |            |
| Atlético Irapuato | (4) 2 - 2 (5) | Tlaxcala             | Sergio León Chávez      | 7 de marzo       | 19:00            | 10 000           | 5                | 0                |            |            |
| Cafessa Jalisco   | 3 - 2         | Atlético "B"         | Jalisco                 | 8 de marzo       | 12:00            | 500              | 2                | 1                |            |            |
| La Piedad         | 1 - 1         | Yalmakan             | Juan N. López           | 8 de marzo       | 16:00            | 1 200            | 7                | 0                |            |            |
| Descanso:         | Descanso:     | Descanso:            | Cañoneros Marina        | Cañoneros Marina | Cañoneros Marina | Cañoneros Marina | Cañoneros Marina | Cañoneros Marina |            |            |

| Jornada 24           | Jornada 24 | Jornada 24        | Jornada 24                      | Jornada 24  | Jornada 24 | Jornada 24         | Jornada 24 | Jornada 24 | Jornada 24 | Jornada 24 |
| Grupo A              | Grupo A    | Grupo A           | Grupo A                         | Grupo A     | Grupo A    | Grupo A            | Grupo A    | Grupo A    | Grupo A    | Grupo A    |
| Local                | Resultado  | Visitante         | Estadio                         | Fecha       | Hora       | Espectadores       | Amonestado | Expulsado  |            |            |
| -------------------- | ---------- | ----------------- | ------------------------------- | ----------- | ---------- | ------------------ | ---------- | ---------- | ---------- | ---------- |
| Atlético Reynosa     | 3 - 0      | Cimarrones "B"    | Reynosa                         | 6 de marzo  | 19:30      | 1 500              | 5          | 0          |            |            |
| Durango              | 3 - 1      | UACH              | Francisco Zarco                 | 6 de marzo  | 20:00      | 1 000              | 1          | 1          |            |            |
| Coras de Nayarit     | 3 - 4      | UAT               | Nicolás Álvarez Ortega          | 6 de marzo  | 20:00      | 500                | 7          | 0          |            |            |
| Murciélagos          | 1 - 2      | UAZ               | Centenario                      | 7 de marzo  | 15:00      | 300                | 4          | 0          |            |            |
| Tepatitlán           | 2 - 1      | Tecos             | Gregorio "Tepa" Gómez           | 7 de marzo  | 19:00      | 4 000              | 3          | 1          |            |            |
| Mineros de Fresnillo | 0 - 1      | Saltillo          | Minera Fresnillo                | 7 de marzo  | 19:00      | 400                | 4          | 1          |            |            |
| Atlético Bahía       | 3 - 1      | Leones Negros "B" | C. Deportiva San José del Valle | 8 de marzo  | 12:00      | 100                | 5          | 1          |            |            |
| Descanso:            | Descanso:  | Descanso:         | Gavilanes                       | Gavilanes   | Gavilanes  | Gavilanes          | Gavilanes  | Gavilanes  |            |            |
| Grupo B              |            |                   |                                 |             |            |                    |            |            |            |            |
| Local                | Resultado  | Visitante         | Estadio                         | Fecha       | Hora       | Espectadores       | Amonestado | Expulsado  |            |            |
| UNAM "B"             | 1 - 2      | Cafessa Jalisco   | La Cantera                      | 14 de marzo | 12:00      | 100                | 4          | 0          |            |            |
| Cafetaleros "B"      | 0 - 2      | Tlaxcala          | Olímpico de Tapachula           | 14 de marzo | 16:00      | 0 (Puerta Cerrada) | 5          | 1          |            |            |
| Cañoneros Marina     | 0 - 0      | Cruz Azul Hidalgo | Momoxco                         | 14 de marzo | 16:00      | 0 (Puerta Cerrada) | 5          | 1          |            |            |
| Yalmakan             | 2 - 1      | Sporting Canamy   | José López Portillo             | 14 de marzo | 17:00      | 350                | 0          | 0          |            |            |
| Atlético "B"         | 2 - 1      | Inter Playa       | Plan de San Luis                | 15 de marzo | 12:00      | 0 (Puerta Cerrada) | 2          | 0          |            |            |
| La Piedad            | 2 - 3      | Atlético Irapuato | Juan N. López                   | 15 de marzo | 16:00      | 0 (Puerta Cerrada) | 3          | 0          |            |            |
| Descanso:            | Descanso:  | Descanso:         | Pioneros                        | Pioneros    | Pioneros   | Pioneros           | Pioneros   | Pioneros   |            |            |

| Jornada 25        | Jornada 25    | Jornada 25           | Jornada 25                | Jornada 25        | Jornada 25        | Jornada 25         | Jornada 25        | Jornada 25        | Jornada 25 | Jornada 25 |
| Grupo A           | Grupo A       | Grupo A              | Grupo A                   | Grupo A           | Grupo A           | Grupo A            | Grupo A           | Grupo A           | Grupo A    | Grupo A    |
| Local             | Resultado     | Visitante            | Estadio                   | Fecha             | Hora              | Espectadores       | Amonestado        | Expulsado         |            |            |
| ----------------- | ------------- | -------------------- | ------------------------- | ----------------- | ----------------- | ------------------ | ----------------- | ----------------- | ---------- | ---------- |
| Saltillo          | 2 - 0         | Murciélagos          | O. Francisco I. Madero    | 13 de marzo       | 20:00             | 1 500              | 3                 | 2                 |            |            |
| Cimarrones "B"    | 0 - 5         | Tepatitlán           | Miguel Castro Servín      | 14 de marzo       | 10:00             | 100                | 2                 | 0                 |            |            |
| UAZ               | 4 - 0         | Atlético Bahía       | Carlos Vega Villalba      | 14 de marzo       | 15:30             | 0 (Puerta Cerrada) | 2                 | 0                 |            |            |
| Gavilanes         | (4) 2 - 2 (2) | Atlético Reynosa     | El Hogar                  | 14 de marzo       | 16:00             | 9 000              | 4                 | 0                 |            |            |
| UACH              | 2 - 1         | Mineros de Fresnillo | Olímpico UACH             | 14 de marzo       | 17:00             | 0 (Puerta Cerrada) | 3                 | 0                 |            |            |
| UAT               | 1 - 1         | Durango              | Marte R. Gómez            | 15 de marzo       | 10:00             | 0 (Puerta Cerrada) | 7                 | 0                 |            |            |
| Tecos             | N/A           | Coras de Nayarit     | Tres de Marzo             | Cancelado         | Cancelado         | Cancelado          | Cancelado         | Cancelado         |            |            |
| Descanso:         | Descanso:     | Descanso:            | Leones Negros "B"         | Leones Negros "B" | Leones Negros "B" | Leones Negros "B"  | Leones Negros "B" | Leones Negros "B" |            |            |
| Grupo B           |               |                      |                           |                   |                   |                    |                   |                   |            |            |
| Local             | Resultado     | Visitante            | Estadio                   | Fecha             | Hora              | Espectadores       | Amonestado        | Expulsado         |            |            |
| Cruz Azul Hidalgo | N/A           | Pioneros             | 10 de diciembre           | Cancelado         | Cancelado         | Cancelado          | Cancelado         | Cancelado         |            |            |
| Tlaxcala          | N/A           | Cañoneros Marina     | U. Deportiva José Brindis | Cancelado         | Cancelado         | Cancelado          | Cancelado         | Cancelado         |            |            |
| Inter Playa       | N/A           | UNAM "B"             | Mario Villanueva Madrid   | Cancelado         | Cancelado         | Cancelado          | Cancelado         | Cancelado         |            |            |
| Sporting Canamy   | N/A           | La Piedad            | Centro Vacacional IMSS    | Cancelado         | Cancelado         | Cancelado          | Cancelado         | Cancelado         |            |            |
| Atlético Irapuato | N/A           | Cafetaleros "B"      | Sergio León Chávez        | Cancelado         | Cancelado         | Cancelado          | Cancelado         | Cancelado         |            |            |
| Cafessa Jalisco   | N/A           | Yalmakan             | Jalisco                   | Cancelado         | Cancelado         | Cancelado          | Cancelado         | Cancelado         |            |            |
| Descanso:         | Descanso:     | Descanso:            | Atlético "B"              | Atlético "B"      | Atlético "B"      | Atlético "B"       | Atlético "B"      | Atlético "B"      |            |            |

| Jornada 26       | Jornada 26 | Jornada 26           | Jornada 26                      | Jornada 26 | Jornada 26 | Jornada 26   | Jornada 26 | Jornada 26 | Jornada 26 |
| Grupo A          | Grupo A    | Grupo A              | Grupo A                         | Grupo A    | Grupo A    | Grupo A      | Grupo A    | Grupo A    | Grupo A    |
| Local            | Resultado  | Visitante            | Estadio                         | Fecha      | Hora       | Espectadores | Amonestado | Expulsado  |            |
| ---------------- | ---------- | -------------------- | ------------------------------- | ---------- | ---------- | ------------ | ---------- | ---------- | ---------- |
| Atlético Reynosa | N/A        | Leones Negros "B"    | Reynosa                         | Cancelado  | Cancelado  | Cancelado    | Cancelado  | Cancelado  |            |
| Durango          | N/A        | Tecos                | Francisco Zarco                 | Cancelado  | Cancelado  | Cancelado    | Cancelado  | Cancelado  |            |
| Coras de Nayarit | N/A        | Cimarrones "B"       | Nicolás Álvarez Ortega          | Cancelado  | Cancelado  | Cancelado    | Cancelado  | Cancelado  |            |
| Murciélagos      | N/A        | Mineros de Fresnillo | Centenario                      | Cancelado  | Cancelado  | Cancelado    | Cancelado  | Cancelado  |            |
| UAT              | N/A        | UACH                 | Marte R. Gómez                  | Cancelado  | Cancelado  | Cancelado    | Cancelado  | Cancelado  |            |
| Atlético Bahía   | N/A        | Saltillo             | C. Deportiva San José del Valle | Cancelado  | Cancelado  | Cancelado    | Cancelado  | Cancelado  |            |
| Tepatitlán       | N/A        | Gavilanes            | Gregorio "Tepa" Gómez           | Cancelado  | Cancelado  | Cancelado    | Cancelado  | Cancelado  |            |
| Descanso:        | Descanso:  | Descanso:            | UAZ                             | UAZ        | UAZ        | UAZ          | UAZ        | UAZ        |            |
| Grupo B          |            |                      |                                 |            |            |              |            |            |            |
| Local            | Resultado  | Visitante            | Estadio                         | Fecha      | Hora       | Espectadores | Amonestado | Expulsado  |            |
| Cañoneros Marina | N/A        | Cafetaleros "B"      | Momoxco                         | Cancelado  | Cancelado  | Cancelado    | Cancelado  | Cancelado  |            |
| Yalmakan         | N/A        | Inter Playa          | José López Portillo             | Cancelado  | Cancelado  | Cancelado    | Cancelado  | Cancelado  |            |
| Pioneros         | N/A        | Tlaxcala             | O. Andrés Quintana Roo          | Cancelado  | Cancelado  | Cancelado    | Cancelado  | Cancelado  |            |
| Atlético "B"     | N/A        | Cruz Azul Hidalgo    | Plan de San Luis                | Cancelado  | Cancelado  | Cancelado    | Cancelado  | Cancelado  |            |
| La Piedad        | N/A        | Cafessa Jalisco      | Juan N. López                   | Cancelado  | Cancelado  | Cancelado    | Cancelado  | Cancelado  |            |
| Sporting Canamy  | N/A        | Atlético Irapuato    | Centro Vacacional IMSS          | Cancelado  | Cancelado  | Cancelado    | Cancelado  | Cancelado  |            |
| Descanso:        | Descanso:  | Descanso:            | UNAM "B"                        | UNAM "B"   | UNAM "B"   | UNAM "B"     | UNAM "B"   | UNAM "B"   |            |

| Jornada 27           | Jornada 27 | Jornada 27        | Jornada 27                | Jornada 27 | Jornada 27 | Jornada 27   | Jornada 27 | Jornada 27 | Jornada 27 | Jornada 27 |
| Grupo A              | Grupo A    | Grupo A           | Grupo A                   | Grupo A    | Grupo A    | Grupo A      | Grupo A    | Grupo A    | Grupo A    | Grupo A    |
| Local                | Resultado  | Visitante         | Estadio                   | Fecha      | Hora       | Espectadores | Amonestado | Expulsado  |            |            |
| -------------------- | ---------- | ----------------- | ------------------------- | ---------- | ---------- | ------------ | ---------- | ---------- | ---------- | ---------- |
| Tecos                | N/A        | UAT               | Tres de Marzo             | Cancelado  | Cancelado  | Cancelado    | Cancelado  | Cancelado  |            |            |
| Cimarrones "B"       | N/A        | Durango           | Héroe de Nacozari         | Cancelado  | Cancelado  | Cancelado    | Cancelado  | Cancelado  |            |            |
| Leones Negros "B"    | N/A        | Tepatitlán        | Club Deportivo U. de G.   | Cancelado  | Cancelado  | Cancelado    | Cancelado  | Cancelado  |            |            |
| UAZ                  | N/A        | Atlético Reynosa  | Carlos Vega Villalba      | Cancelado  | Cancelado  | Cancelado    | Cancelado  | Cancelado  |            |            |
| Gavilanes            | N/A        | Coras de Nayarit  | El Hogar                  | Cancelado  | Cancelado  | Cancelado    | Cancelado  | Cancelado  |            |            |
| UACH                 | N/A        | Murciélagos       | Olímpico UACH             | Cancelado  | Cancelado  | Cancelado    | Cancelado  | Cancelado  |            |            |
| Mineros de Fresnillo | N/A        | Atlético Bahía    | Minera Fresnillo          | Cancelado  | Cancelado  | Cancelado    | Cancelado  | Cancelado  |            |            |
| Descanso:            | Descanso:  | Descanso:         | Saltillo                  | Saltillo   | Saltillo   | Saltillo     | Saltillo   | Saltillo   |            |            |
| Grupo B              |            |                   |                           |            |            |              |            |            |            |            |
| Local                | Resultado  | Visitante         | Estadio                   | Fecha      | Hora       | Espectadores | Amonestado | Expulsado  |            |            |
| Cruz Azul Hidalgo    | N/A        | UNAM "B"          | 10 de diciembre           | Cancelado  | Cancelado  | Cancelado    | Cancelado  | Cancelado  |            |            |
| Tlaxcala             | N/A        | Atlético "B"      | U. Deportiva José Brindis | Cancelado  | Cancelado  | Cancelado    | Cancelado  | Cancelado  |            |            |
| Cañoneros Marina     | N/A        | Atlético Irapuato | Momoxco                   | Cancelado  | Cancelado  | Cancelado    | Cancelado  | Cancelado  |            |            |
| Cafetaleros "B"      | N/A        | Pioneros          | Olímpico de Tapachula     | Cancelado  | Cancelado  | Cancelado    | Cancelado  | Cancelado  |            |            |
| Inter Playa          | N/A        | La Piedad         | Mario Villanueva Madrid   | Cancelado  | Cancelado  | Cancelado    | Cancelado  | Cancelado  |            |            |
| Cafessa Jalisco      | N/A        | Sporting Canamy   | Jalisco                   | Cancelado  | Cancelado  | Cancelado    | Cancelado  | Cancelado  |            |            |
| Descanso:            | Descanso:  | Descanso:         | Yalmakan                  | Yalmakan   | Yalmakan   | Yalmakan     | Yalmakan   | Yalmakan   |            |            |

| Jornada 28        | Jornada 28 | Jornada 28        | Jornada 28                      | Jornada 28           | Jornada 28           | Jornada 28           | Jornada 28           | Jornada 28           | Jornada 28 | Jornada 28 |
| Grupo A           | Grupo A    | Grupo A           | Grupo A                         | Grupo A              | Grupo A              | Grupo A              | Grupo A              | Grupo A              | Grupo A    | Grupo A    |
| Local             | Resultado  | Visitante         | Estadio                         | Fecha                | Hora                 | Espectadores         | Amonestado           | Expulsado            |            |            |
| ----------------- | ---------- | ----------------- | ------------------------------- | -------------------- | -------------------- | -------------------- | -------------------- | -------------------- | ---------- | ---------- |
| Tecos             | N/A        | UACH              | Tres de Marzo                   | Cancelado            | Cancelado            | Cancelado            | Cancelado            | Cancelado            |            |            |
| Atlético Reynosa  | N/A        | Saltillo          | Reynosa                         | Cancelado            | Cancelado            | Cancelado            | Cancelado            | Cancelado            |            |            |
| Durango           | N/A        | Gavilanes         | Francisco Zarco                 | Cancelado            | Cancelado            | Cancelado            | Cancelado            | Cancelado            |            |            |
| Coras de Nayarit  | N/A        | Leones Negros "B" | Nicolás Álvarez Ortega          | Cancelado            | Cancelado            | Cancelado            | Cancelado            | Cancelado            |            |            |
| UAT               | N/A        | Cimarrones "B"    | Marte R. Gómez                  | Cancelado            | Cancelado            | Cancelado            | Cancelado            | Cancelado            |            |            |
| Tepatitlán        | N/A        | UAZ               | Gregorio "Tepa" Gómez           | Cancelado            | Cancelado            | Cancelado            | Cancelado            | Cancelado            |            |            |
| Atlético Bahía    | N/A        | Murciélagos       | C. Deportiva San José del Valle | Cancelado            | Cancelado            | Cancelado            | Cancelado            | Cancelado            |            |            |
| Descanso:         | Descanso:  | Descanso:         | Mineros de Fresnillo            | Mineros de Fresnillo | Mineros de Fresnillo | Mineros de Fresnillo | Mineros de Fresnillo | Mineros de Fresnillo |            |            |
| Grupo B           |            |                   |                                 |                      |                      |                      |                      |                      |            |            |
| Local             | Resultado  | Visitante         | Estadio                         | Fecha                | Hora                 | Espectadores         | Amonestado           | Expulsado            |            |            |
| UNAM "B"          | N/A        | Tlaxcala          | La Cantera                      | Cancelado            | Cancelado            | Cancelado            | Cancelado            | Cancelado            |            |            |
| Yalmakan          | N/A        | Cruz Azul Hidalgo | José López Portillo             | Cancelado            | Cancelado            | Cancelado            | Cancelado            | Cancelado            |            |            |
| Pioneros          | N/A        | Cañoneros Marina  | O. Andrés Quintana Roo          | Cancelado            | Cancelado            | Cancelado            | Cancelado            | Cancelado            |            |            |
| Sporting Canamy   | N/A        | Inter Playa       | Centro Vacacional IMSS          | Cancelado            | Cancelado            | Cancelado            | Cancelado            | Cancelado            |            |            |
| Atlético Irapuato | N/A        | Cafessa Jalisco   | Sergio León Chávez              | Cancelado            | Cancelado            | Cancelado            | Cancelado            | Cancelado            |            |            |
| Atlético "B"      | N/A        | Cafetaleros "B"   | Plan de San Luis                | Cancelado            | Cancelado            | Cancelado            | Cancelado            | Cancelado            |            |            |
| Descanso:         | Descanso:  | Descanso:         | La Piedad                       | La Piedad            | La Piedad            | La Piedad            | La Piedad            | La Piedad            |            |            |

| Saltillo             | N/A       | Tepatitlán       | O. Francisco I. Madero          | Cancelado   | Cancelado   | Cancelado   | Cancelado   | Cancelado   |
| Cimarrones "B"       | N/A       | Tecos            | Héroe de Nacozari               | Cancelado   | Cancelado   | Cancelado   | Cancelado   | Cancelado   |
| Leones Negros "B"    | N/A       | Durango          | Club Deportivo U. de G.         | Cancelado   | Cancelado   | Cancelado   | Cancelado   | Cancelado   |
| UAZ                  | N/A       | Coras de Nayarit | Carlos Vega Villalba            | Cancelado   | Cancelado   | Cancelado   | Cancelado   | Cancelado   |
| Gavilanes            | N/A       | UAT              | El Hogar                        | Cancelado   | Cancelado   | Cancelado   | Cancelado   | Cancelado   |
| Mineros de Fresnillo | N/A       | Atlético Reynosa | Minera Fresnillo                | Cancelado   | Cancelado   | Cancelado   | Cancelado   | Cancelado   |
| Atlético Bahía       | N/A       | UACH             | C. Deportiva San José del Valle | Cancelado   | Cancelado   | Cancelado   | Cancelado   | Cancelado   |
| Descanso:            | Descanso: | Descanso:        | Murciélagos                     | Murciélagos | Murciélagos | Murciélagos | Murciélagos | Murciélagos |

| Tecos            | N/A       | Gavilanes            | Tres de Marzo          | Cancelado      | Cancelado      | Cancelado      | Cancelado      | Cancelado      |
| Atlético Reynosa | N/A       | Murciélagos          | Reynosa                | Cancelado      | Cancelado      | Cancelado      | Cancelado      | Cancelado      |
| Durango          | N/A       | UAZ                  | Francisco Zarco        | Cancelado      | Cancelado      | Cancelado      | Cancelado      | Cancelado      |
| Coras de Nayarit | N/A       | Saltillo             | Nicolás Álvarez Ortega | Cancelado      | Cancelado      | Cancelado      | Cancelado      | Cancelado      |
| UAT              | N/A       | Leones Negros "B"    | Marte R. Gómez         | Cancelado      | Cancelado      | Cancelado      | Cancelado      | Cancelado      |
| UACH             | N/A       | Cimarrones "B"       | Olímpico UACH          | Cancelado      | Cancelado      | Cancelado      | Cancelado      | Cancelado      |
| Tepatitlán       | N/A       | Mineros de Fresnillo | Gregorio "Tepa" Gómez  | Cancelado      | Cancelado      | Cancelado      | Cancelado      | Cancelado      |
| Descanso:        | Descanso: | Descanso:            | Atlético Bahía         | Atlético Bahía | Atlético Bahía | Atlético Bahía | Atlético Bahía | Atlético Bahía |

## Tabla General de Clasificación
| Pos. | Equipo                     | Pts. | PJ | G  | E | P  | GF | GC | Dif. | Clasificación |
| ---- | -------------------------- | ---- | -- | -- | - | -- | -- | -- | ---- | ------------- |
| 1    | Tepatitlán                 | 61   | 23 | 18 | 4 | 1  | 55 | 14 | +41  |               |
| 2    | UAZ                        | 56   | 24 | 15 | 7 | 2  | 47 | 24 | +23  |               |
| 3    | Atlético Reynosa           | 53   | 23 | 16 | 2 | 5  | 51 | 22 | +29  |               |
| 4    | Tlaxcala                   | 49   | 20 | 13 | 4 | 3  | 30 | 14 | +16  |               |
| 5    | Gavilanes                  | 48   | 23 | 13 | 3 | 7  | 41 | 24 | +17  |               |
| 6    | Durango                    | 46   | 23 | 12 | 6 | 5  | 48 | 25 | +23  |               |
| 7    | Atlético Irapuato          | 44   | 20 | 12 | 5 | 3  | 42 | 27 | +15  |               |
| 8    | Coras de Nayarit           | 44   | 22 | 11 | 7 | 4  | 36 | 25 | +11  |               |
| 9    | Murciélagos                | 38   | 24 | 11 | 3 | 10 | 45 | 36 | +9   |               |
| 10   | UACH                       | 38   | 23 | 11 | 4 | 8  | 34 | 30 | +4   |               |
| 11   | Cafessa Jalisco            | 37   | 20 | 9  | 6 | 5  | 28 | 22 | +6   |               |
| 12   | Saltillo                   | 37   | 24 | 10 | 5 | 9  | 28 | 23 | +5   |               |
| 13   | Pioneros de Cancún         | 35   | 20 | 8  | 8 | 4  | 36 | 25 | +11  |               |
| 14   | UNAM "B"                   | 34   | 21 | 8  | 7 | 6  | 33 | 27 | +6   |               |
| 15   | Cruz Azul Hidalgo          | 32   | 20 | 7  | 8 | 5  | 30 | 19 | +11  |               |
| 16   | Yalmakan                   | 28   | 21 | 7  | 6 | 8  | 31 | 36 | −5   |               |
| 17   | Inter Playa                | 27   | 20 | 7  | 6 | 7  | 32 | 26 | +6   |               |
| 18   | La Piedad                  | 27   | 21 | 8  | 3 | 10 | 26 | 33 | −7   |               |
| 19   | Cafetaleros de Chiapas "B" | 25   | 20 | 5  | 7 | 8  | 25 | 33 | −8   |               |
| 20   | Tecos                      | 25   | 22 | 7  | 2 | 13 | 30 | 41 | −11  |               |
| 21   | Cañoneros Marina           | 25   | 20 | 6  | 5 | 9  | 19 | 33 | −14  |               |
| 22   | UAT                        | 21   | 23 | 5  | 5 | 13 | 26 | 41 | −15  |               |
| 23   | Leones Negros "B"          | 17   | 23 | 4  | 4 | 15 | 29 | 49 | −20  |               |
| 24   | Atlético Bahía             | 15   | 24 | 4  | 3 | 17 | 18 | 65 | −47  |               |
| 25   | Mineros de Fresnillo       | 13   | 24 | 3  | 4 | 17 | 17 | 51 | −34  |               |
| 26   | Sporting Canamy            | 12   | 20 | 2  | 6 | 12 | 15 | 32 | −17  |               |
| 27   | Atlético de San Luis "B"   | 12   | 21 | 2  | 5 | 14 | 18 | 38 | −20  |               |
| 28   | Cimarrones "B"             | 12   | 23 | 2  | 5 | 16 | 15 | 50 | −35  |               |
| 29   | Orizaba                    | 0    | 0  | 0  | 0 | 0  | 0  | 0  | 0    | Desafiliado   |

 Fuente: SoccerWay
Notas:
1. ↑  El Club Orizaba fue desafiliado el 5 de diciembre de 2019, todos sus resultados fueron anulados.

## Tabla de Clasificación por Grupos
| Pos. | Equipo               | Pts. | PJ | G  | E | P  | GF | GC | Dif. |
| ---- | -------------------- | ---- | -- | -- | - | -- | -- | -- | ---- |
| 1    | Tepatitlán           | 61   | 23 | 18 | 4 | 1  | 55 | 14 | +41  |
| 2    | UAZ                  | 56   | 24 | 15 | 7 | 2  | 47 | 24 | +23  |
| 3    | Atlético Reynosa     | 53   | 23 | 16 | 2 | 5  | 51 | 22 | +29  |
| 4    | Gavilanes            | 48   | 23 | 13 | 3 | 7  | 41 | 24 | +17  |
| 5    | Durango              | 46   | 23 | 12 | 6 | 5  | 48 | 25 | +23  |
| 6    | Coras de Nayarit     | 44   | 22 | 11 | 7 | 4  | 36 | 25 | +11  |
| 7    | Murciélagos          | 38   | 24 | 11 | 3 | 10 | 45 | 36 | +9   |
| 8    | UACH                 | 38   | 23 | 11 | 4 | 8  | 34 | 30 | +4   |
| 9    | Saltillo             | 37   | 24 | 10 | 5 | 9  | 28 | 23 | +5   |
| 10   | Tecos                | 25   | 22 | 7  | 2 | 13 | 30 | 41 | −11  |
| 11   | UAT                  | 21   | 23 | 5  | 5 | 13 | 26 | 41 | −15  |
| 12   | Leones Negros "B"    | 17   | 23 | 4  | 4 | 15 | 29 | 49 | −20  |
| 13   | Atlético Bahía       | 15   | 24 | 4  | 3 | 17 | 18 | 65 | −47  |
| 14   | Mineros de Fresnillo | 13   | 24 | 3  | 4 | 17 | 17 | 51 | −34  |
| 15   | Cimarrones "B"       | 12   | 23 | 2  | 5 | 16 | 15 | 50 | −35  |

 Fuente: SoccerWay

#### Evolución de la Clasificación
Fecha de actualización: 15 de marzo de 2020
| Equipo / Jornada | 01 | 02 | 03 | 04 | 05 | 06 | 07 | 08 | 09 | 10 | 11 | 12 | 13 | 14 | 15 | 16 | 17 | 18 | 19 | 20 | 21 | 22 | 23 | 24 | 25 |
| ---------------- | -- | -- | -- | -- | -- | -- | -- | -- | -- | -- | -- | -- | -- | -- | -- | -- | -- | -- | -- | -- | -- | -- | -- | -- | -- |
| Tepatitlán       | 3  | 1  | 2  | 4  | 2  | 5  | 4  | 4  | 3  | 2  | 1  | 1  | 1  | 1  | 1  | 1  | 1  | 1  | 1  | 1  | 1  | 1  | 1  | 1  | 1  |
| UAZ              | 14 | 10 | 4  | 2  | 1  | 1  | 1  | 1  | 1  | 1  | 3  | 2  | 3  | 4  | 6  | 6  | 3  | 3  | 2  | 2  | 2  | 2  | 2  | 2  | 2  |
| A. Reynosa       | 1  | 6  | 10 | 12 | 11 | 12 | 6  | 6  | 4  | 3  | 2  | 4  | 4  | 3  | 2  | 2  | 2  | 2  | 3  | 3  | 4  | 3  | 3  | 3  | 3  |
| Gavilanes        | 8  | 9  | 5  | 8  | 4  | 3  | 3  | 2  | 2  | 4  | 6  | 5  | 6  | 5  | 4  | 5  | 6  | 5  | 6  | 4  | 3  | 4  | 4  | 4  | 4  |
| Durango          | 11 | 2  | 6  | 1  | 3  | 2  | 2  | 3  | 5  | 5  | 4  | 3  | 2  | 2  | 3  | 4  | 4  | 6  | 4  | 5  | 5  | 5  | 6  | 5  | 5  |
| Coras            | 5  | 8  | 8  | 10 | 9  | 9  | 9  | 7  | 7  | 6  | 5  | 6  | 5  | 6  | 5  | 3  | 5  | 4  | 5  | 6  | 6  | 6  | 5  | 6  | 6  |
| Murciélagos      | 13 | 13 | 12 | 7  | 5  | 4  | 5  | 5  | 6  | 7  | 7  | 7  | 7  | 8  | 8  | 8  | 8  | 8  | 9  | 7  | 7  | 7  | 7  | 7  | 7  |
| UACH             | 9  | 11 | 7  | 11 | 12 | 13 | 13 | 13 | 12 | 9  | 9  | 9  | 8  | 7  | 7  | 7  | 7  | 7  | 7  | 8  | 8  | 8  | 8  | 8  | 8  |
| Saltillo         | 4  | 4  | 9  | 9  | 10 | 10 | 11 | 8  | 8  | 8  | 8  | 8  | 9  | 9  | 9  | 9  | 9  | 9  | 8  | 9  | 9  | 9  | 9  | 9  | 9  |
| Tecos            | 2  | 3  | 3  | 3  | 7  | 7  | 8  | 10 | 10 | 12 | 12 | 10 | 11 | 10 | 10 | 10 | 10 | 10 | 10 | 10 | 10 | 10 | 10 | 10 | 10 |
| UAT              | 6  | 5  | 1  | 5  | 6  | 6  | 7  | 9  | 11 | 13 | 13 | 13 | 12 | 12 | 12 | 12 | 12 | 11 | 12 | 11 | 11 | 11 | 11 | 11 | 11 |
| Leones N.        | 10 | 7  | 11 | 6  | 8  | 8  | 10 | 11 | 9  | 10 | 10 | 11 | 10 | 11 | 11 | 11 | 11 | 12 | 11 | 12 | 12 | 12 | 12 | 12 | 12 |
| At. Bahía        | 15 | 15 | 14 | 15 | 15 | 11 | 12 | 12 | 13 | 11 | 11 | 12 | 13 | 13 | 13 | 13 | 13 | 14 | 14 | 15 | 15 | 15 | 15 | 13 | 13 |
| Fresnillo        | 12 | 14 | 15 | 14 | 14 | 15 | 15 | 15 | 15 | 15 | 15 | 14 | 14 | 14 | 14 | 14 | 15 | 13 | 13 | 13 | 14 | 13 | 13 | 14 | 14 |
| Cimarrones       | 7  | 12 | 13 | 13 | 13 | 14 | 14 | 14 | 14 | 14 | 14 | 15 | 15 | 15 | 15 | 15 | 14 | 15 | 15 | 14 | 13 | 14 | 14 | 15 | 15 |

- #: Indica la posición del equipo en su jornada de descanso.

### Grupo 2
| Pos. | Equipo                     | Pts. | PJ | G  | E | P  | GF | GC | Dif. | Clasificación |
| ---- | -------------------------- | ---- | -- | -- | - | -- | -- | -- | ---- | ------------- |
| 1    | Tlaxcala                   | 49   | 20 | 13 | 4 | 3  | 30 | 14 | +16  |               |
| 2    | Atlético Irapuato          | 44   | 20 | 12 | 5 | 3  | 42 | 27 | +15  |               |
| 3    | Cafessa Jalisco            | 37   | 20 | 9  | 6 | 5  | 28 | 22 | +6   |               |
| 4    | Pioneros de Cancún         | 35   | 20 | 8  | 8 | 4  | 36 | 25 | +11  |               |
| 5    | UNAM "B"                   | 34   | 21 | 8  | 7 | 6  | 33 | 27 | +6   |               |
| 6    | Cruz Azul Hidalgo          | 32   | 20 | 7  | 8 | 5  | 30 | 19 | +11  |               |
| 7    | Yalmakan                   | 28   | 21 | 7  | 6 | 8  | 31 | 36 | −5   |               |
| 8    | Inter Playa                | 27   | 20 | 7  | 6 | 7  | 32 | 26 | +6   |               |
| 9    | La Piedad                  | 27   | 21 | 8  | 3 | 10 | 26 | 33 | −7   |               |
| 10   | Cafetaleros de Chiapas "B" | 25   | 20 | 5  | 7 | 8  | 25 | 33 | −8   |               |
| 11   | Cañoneros Marina           | 25   | 20 | 6  | 5 | 9  | 19 | 33 | −14  |               |
| 12   | Sporting Canamy            | 12   | 20 | 2  | 6 | 12 | 15 | 32 | −17  |               |
| 13   | Atlético de San Luis "B"   | 12   | 21 | 2  | 5 | 14 | 18 | 38 | −20  |               |
| 14   | Orizaba                    | 0    | 0  | 0  | 0 | 0  | 0  | 0  | 0    | Desafiliado   |

 Fuente: SoccerWay
Notas:
1. ↑  El Club Orizaba fue desafiliado el 5 de diciembre de 2019, todos sus resultados fueron anulados.

#### Evolución de la clasificación
Fecha de actualización: 15 de marzo de 2020
| Equipo / Jornada | 01 | 02 | 03 | 04 | 05 | 06 | 07 | 08 | 09 | 10 | 11 | 12 | 13 | 14 | 15 | 16 | 17 | 18 | 19 | 20 | 21 | 22 |
| ---------------- | -- | -- | -- | -- | -- | -- | -- | -- | -- | -- | -- | -- | -- | -- | -- | -- | -- | -- | -- | -- | -- | -- |
| Tlaxcala         | 1  | 1  | 1  | 1  | 1  | 1  | 1  | 1  | 1  | 1  | 1  | 1  | 1  | 1  | 1  | 1  | 1  | 1  | 1  | 1  | 1  | 1  |
| Irapuato         | 4  | 9  | 6  | 8  | 6  | 4  | 3  | 2  | 6  | 3  | 2  | 2  | 2  | 2  | 2  | 2  | 2  | 2  | 2  | 2  | 2  | 2  |
| Cafessa          | 7  | 8  | 10 | 10 | 8  | 5  | 7  | 7  | 9  | 6  | 5  | 4  | 4  | 3  | 4  | 4  | 5  | 4  | 4  | 5  | 5  | 3  |
| Pioneros         | 5  | 3  | 2  | 4  | 5  | 9  | 5  | 3  | 2  | 2  | 4  | 3  | 3  | 5  | 3  | 3  | 3  | 3  | 3  | 3  | 3  | 4  |
| UNAM             | 8  | 6  | 9  | 7  | 10 | 7  | 4  | 6  | 3  | 4  | 7  | 9  | 7  | 7  | 7  | 7  | 8  | 6  | 6  | 6  | 4  | 5  |
| C. Azul H.       | 2  | 2  | 3  | 5  | 4  | 8  | 9  | 8  | 7  | 9  | 6  | 5  | 5  | 4  | 5  | 5  | 4  | 5  | 5  | 4  | 6  | 6  |
| Yalmakan         | 13 | 10 | 5  | 3  | 2  | 2  | 6  | 4  | 4  | 7  | 9  | 8  | 9  | 9  | 9  | 10 | 10 | 8  | 9  | 9  | 9  | 7  |
| Inter Playa      | 3  | 4  | 4  | 2  | 3  | 3  | 2  | 5  | 5  | 5  | 3  | 6  | 6  | 6  | 6  | 6  | 6  | 7  | 7  | 7  | 7  | 8  |
| La Piedad        | 12 | 13 | 8  | 12 | 9  | 6  | 8  | 9  | 8  | 8  | 8  | 7  | 8  | 8  | 8  | 9  | 9  | 9  | 8  | 8  | 8  | 9  |
| Cafetaleros      | 9  | 5  | 7  | 11 | 12 | 11 | 12 | 12 | 11 | 11 | 10 | 10 | 10 | 10 | 10 | 8  | 7  | 10 | 10 | 11 | 10 | 10 |
| C. Marina        | 10 | 7  | 11 | 6  | 7  | 10 | 11 | 11 | 12 | 12 | 12 | 12 | 12 | 11 | 11 | 11 | 11 | 11 | 11 | 10 | 11 | 11 |
| S. Canamy        | 6  | 11 | 12 | 9  | 11 | 12 | 10 | 10 | 10 | 10 | 11 | 11 | 11 | 12 | 12 | 12 | 12 | 12 | 12 | 12 | 12 | 12 |
| At. San Luis     | 11 | 12 | 13 | 13 | 13 | 13 | 13 | 13 | 13 | 13 | 13 | 13 | 13 | 13 | 13 | 13 | 13 | 13 | 13 | 13 | 13 | 13 |

## Tabla de Cocientes
- Debido a la diferencia de equipos integrantes por grupo, la tabla de cocientes se utiliza para determinar el orden de los clasificados a la fase de liguilla por el título y el ascenso.[16]  Además, es el método necesario para conocer al equipo que debe descender a Serie B, sin embargo, para esta temporada el descenso fue suspendido.[17]

- Datos según la página oficial

 Fecha de actualización: 15 de marzo de 2020
| Posición | Equipo                   | Puntos | Juegos | Cociente |
| -------- | ------------------------ | ------ | ------ | -------- |
| 1        | Tepatitlán               | 62     | 23     | 2.6957   |
| 2        | Tlaxcala                 | 49     | 20     | 2.4500   |
| 3        | UAZ                      | 56     | 24     | 2.3333   |
| 4        | Atlético Reynosa         | 53     | 23     | 2.3043   |
| 5        | Atlético Irapuato        | 44     | 20     | 2.2000   |
| 6        | Gavilanes                | 48     | 23     | 2.0870   |
| 7        | Coras de Nayarit         | 44     | 22     | 2.0000   |
| 8        | Durango                  | 45     | 23     | 1.9565   |
| 9        | Cafessa Jalisco          | 37     | 20     | 1.8500   |
| 10       | Pioneros de Cancún       | 35     | 20     | 1.7500   |
| 11       | UACH                     | 38     | 23     | 1.6522   |
| 12       | UNAM "B"                 | 34     | 21     | 1.6190   |
| 13       | Cruz Azul Hidalgo        | 32     | 20     | 1.6000   |
| 14       | Murciélagos              | 39     | 24     | 1.6250   |
| 15       | Saltillo                 | 37     | 24     | 1.5417   |
| 16       | Inter Playa              | 27     | 20     | 1.3500   |
| 17       | Yalmakan                 | 28     | 21     | 1.3333   |
| 18       | La Piedad                | 27     | 21     | 1.2857   |
| 19       | Cafetaleros "B"          | 25     | 20     | 1.2500   |
| 20       | Cañoneros Marina         | 25     | 20     | 1.2500   |
| 21       | Tecos                    | 25     | 22     | 1.1364   |
| 22       | UAT                      | 21     | 23     | 0.9130   |
| 23       | Leones Negros "B"        | 17     | 23     | 0.7391   |
| 24       | Atlético Bahía           | 15     | 24     | 0.6250   |
| 25       | Sporting Canamy          | 12     | 20     | 0.6000   |
| 26       | Atlético de San Luis "B" | 12     | 21     | 0.5714   |
| 27       | Mineros de Fresnillo     | 13     | 24     | 0.5417   |
| 28       | Cimarrones "B"           | 12     | 23     | 0.5217   |

## Máximos Goleadores
- Datos según la página oficial de la competición.

 Fecha de actualización: 16 de marzo de 2020
| Pos. | Jugador            | Equipo               | Goles | Minutos | Frec.       |
| ---- | ------------------ | -------------------- | ----- | ------- | ----------- |
| 1º   | Humberto Guzmán    | Tepatitlán           | 16    | 1877    | 117.31 min. |
| 2º   | Igor Neves         | Atlético Reynosa     | 14    | 1521    | 108.64 min. |
| =    | José Pablo Velasco | UAZ                  | 14    | 1967    | 140.5 min.  |
| 4º   | Efraín Torres      | Gavilanes / Saltillo | 13    | 1312    | 100.92 min. |
| 5º   | Brandon Rosas      | Cafessa Jalisco      | 12    | 1446    | 120.5 min.  |
| =    | Juan David Angulo  | Atlético Reynosa     | 12    | 1651    | 137.58 min. |
| 7º   | Erick Bustos       | Atlético Irapuato    | 11    | 935     | 85 min.     |
| =    | Luis Miguel Franco | Yalmakan             | 11    | 1890    | 171.82 min. |
| 9º   | Alan Islas         | Cañoneros Marina     | 10    | 1813    | 181.3 min.  |
| =    | Óscar Gallardo     | Sporting Canamy      | 10    | 1890    | 189 min.    |
| =    | Adrián Muro        | Durango              | 10    | 1203    | 120.3 min.  |
| =    | Ulises Jaimes      | Tepatitlán           | 10    | 1679    | 167.9 min.  |

## Asistencia
- Datos según la página oficial de la competición.

 Fecha de actualización: 15 de marzo de 2020
| 1  | 23,625 | 1,687 | Atlético Irapuato vs Pioneros (12,000)                 | UAT vs UAZ (50) |
| 2  | 18,350 | 1,310 | Saltillo vs UAT (7,000)                                | Orizaba vs Cafessa Jalisco Leones Negros "B" vs Cimarrones "B" (100)                                                                         |
| 3  | 20,752 | 1,384 | Atlético Irapuato vs Atlético de San Luis "B" (10,000) | Sporting Canamy vs Tlaxcala UNAM "B" vs Pioneros (100)                                                                                       |
| 4  | 8,000  | 571   | Saltillo vs Cimarrones "B" (2,000)                     | Orizaba vs Irapuato Leones Negros "B" vs UACH Fresnillo vs Tecos (100)                                                                       |
| 5  | 15,927 | 1,138 | Irapuato vs UNAM "B" (5,000)                           | Cimarrones "B" vs Fresnillo (50) |
| 6  | 16,700 | 1,193 | Saltillo vs Leones Negros "B" (5,000)                  | UNAM "B" vs Yalmakan Cañoneros Marina vs Cafessa Jalisco (100)                                                                               |
| 7  | 17,817 | 1,273 | Irapuato vs Yalmakan (12,000)                          | Cimarrones "B" vs Atlético Bahía (50) |
| 8  | 11,350 | 811   | Tlaxcala vs Irapuato (2,200)                           | Atlético de San Luis "B" vs Cafessa Jalisco (50)                                                                                             |
| 9  | 17,613 | 1,258 | Irapuato vs La Piedad (8,000)                          | UACH vs Durango Cimarrones "B" vs Atlético Reynosa Leones Negros "B" vs Atlético Bahía Orizaba vs Pioneros Sporting Canamy vs Yalmakan (100) |
| 10 | 9,200  | 657   | Atlético Reynosa vs Gavilanes (3,000)                  | Atlético de San Luis "B" vs Orizaba (50) |
| 11 | 21,650 | 1,546 | Irapuato vs Sporting Canamy (10,000)                   | UACH vs UAT Fresnillo vs Murciélagos Cimarrones "B" vs Coras de Nayarit Cruz Azul Hidalgo vs Atlético de San Luis "B" (100)                  |
| 12 | 15,350 | 1,096 | Irapuato vs Cañoneros Marina (8,000)                   | Sporting Canamy vs Cafessa Jalisco (50) |
| 13 | 8,300  | 592   | Saltillo vs Atlético Reynosa (2,500)                   | Cimarrones "B" vs UAT Leones Negros "B" vs Coras de Nayarit (50)                                                                             |
| 14 | 4,500  | 642   | Tepatitlán vs Saltillo (1,200)                         | UAT vs Gavilanes (300) |
| 15 | 3,500  | 500   | Saltillo vs Coras de Nayarit (2,000)                   | Cimarrones "B" vs UACH Leones Negros "B" vs UAT UAZ vs Durango (100)                                                                         |
| 16 | 9,300  | 845   | Saltillo vs Durango (3,000)                            | Fresnillo vs Coras de Nayarit (100) |
| 17 | 17,900 | 1,376 | Irapuato vs Inter Playa (12,000)                       | Cimarrones "B" vs Leones Negros "B" Sporting Canamy vs Cruz Azul Hidalgo (50)                                                                |
| 18 | 6,996  | 538   | Saltillo vs Tecos (3,000)                              | Leones Negros "B" vs Gavilanes (50) |
| 19 | 10,650 | 819   | Tepatitlán vs Atlético Reynosa (3,800)                 | Cimarrones "B" vs Saltillo Sporting Canamy vs Cafetaleros "B" (50)                                                                           |
| 20 | 13,770 | 1,059 | Saltillo vs Gavilanes (5,000)                          | Atlético de San Luis "B" vs Yalmakan (50) |
| 21 | 17,000 | 1,308 | Irapuato vs Cruz Azul Hidalgo (10,000)                 | Cimarrones "B" vs Murciélagos Leones Negros "B" vs Saltillo (50)                                                                             |
| 22 | 15,750 | 1,212 | Tlaxcala vs Cruz Azul Hidalgo (5,000)                  | Atlético de San Luis "B" vs Sporting Canamy (50)                                                                                             |
| 23 | 18,750 | 1,442 | Irapuato vs Tlaxcala (10,000)                          | Leones Negros "B" vs Murciélagos (50) |
| 24 | 11,050 | 2,210 | Gavilanes vs Atlético Reynosa (9,000)                  | Cimarrones "B" vs Tepatitlán UNAM "B" vs Cafessa Jalisco (100)                                                                               |